# Ligne P du Transilien
La ligne P du Transilien, plus souvent simplement dénommée ligne P, est une ligne de train de banlieue qui dessert l'est de l'Île-de-France. Elle relie Paris-Est à Château-Thierry et La Ferté-Milon via Meaux, ainsi qu'à Provins et Coulommiers. Elle comprend également un autocar reliant Coulommiers à La Ferté-Gaucher.
Lancée en 2004, la ligne P est longue de 252 kilomètres. Exploitée par la SNCF, elle transportait en 2015 plus de 105 000 voyageurs en moyenne chaque jour de semaine.
La quasi-totalité de la ligne se situe en Île-de-France, donc dans le ressort d'Île-de-France Mobilités mais les extrémités des
branches nord et nord-est se trouvent dans l'Oise (gare de Mareuil-sur-Ourcq) ou dans l'Aisne (gares de La Ferté-Milon, Nogent-l'Artaud - Charly, Chézy-sur-Marne et Château-Thierry).

Plan de la ligne.

## Histoire

### Chronologie
- 1962 : premières électrifications du réseau Est en 25 kV sur la section Paris – Château-Thierry, ce qui permet d'exploiter les locomotives BB 16500, tractant des voitures Est ainsi que les rames RIB 60, progressivement mises en service à partir de la même année.
- 1973 : électrification de la section Noisy-le-Sec – Tournan)
- 1976 : mise en service des VB 2N, également tractées par les BB 16500 puis les BB 17000, ce qui permet de radier les anciennes voitures Est.
- 1980 : électrification de la section Esbly – Crécy.
- 1986 : retrait des dernières Voitures de banlieue Est
- 1992 : électrification de la section Tournan – Coulommiers.
- 1995 : mise en service des automotrices Z 20500.
- 12 juillet 1999 : mise en service du RER E qui modifie profondément les plans de dessertes de l'actuelle ligne P.
- 11 novembre 2002 : suppression du trafic ferroviaire sur la section Coulommiers – La Ferté-Gaucher, et remplacement de la desserte par des bus.
- 14 décembre 2003 : retraits des derniers éléments VB 2N, qui sont mutés sur les réseaux Transilien Paris Rive-Gauche et Saint-Lazare, et transfert de la desserte Paris-Est – Tournan au RER E.
- Fin 2004 : instauration de la nomenclature ligne P à partir du réseau Transilien Paris-Est.
- 2007 : fin de l'arrêt des trains de grandes lignes à La Ferté-sous-Jouarre.
- 2 février 2008 : mise en service des rames B 82500 sur l'axe Paris-Est – Provins.
- 13 décembre 2009 : mise en application du cadencement de la ligne, suppression de la desserte de la gare de Gretz-Armainvilliers par les trains de la ligne P[2].
- 6 septembre 2010 : mise en service des rames B 82500 sur l'axe Meaux – La Ferté-Milon.
- 4 juillet 2011 : mise en service des rames tram-train U 25500 (Siemens Avanto) sur l'axe Esbly – Crécy-la-Chapelle.
- 11 février 2013 : mise en service des rames Francilien (Z 50000) sur l'axe Paris-Est – Meaux.
- 7 octobre 2013 : mise en service des rames Francilien (Z 50000) sur l'axe Paris-Est – Coulommiers.
- 5 mars 2019 : arrêt des TER Vallée de la Marne en gare de La Ferté-sous-Jouarre (un par jour et par sens)[3].
- 31 août 2020 : retrait des rames RIB 76[4] , RIO et des BB 67400 sur l'axe Meaux – La Ferté-Milon.
- 4 janvier 2021 : ajout d'un arrêt d'un TER Vallée de la Marne (direction Paris et Châlons-en-Champagne) en gare de La Ferté-sous-Jouarre.
- 8 mars 2022 : retrait des rames U 25500 (Siemens Avanto) et mise en service des rames U 53600 (Citadis Dualis) sur l'axe Esbly – Crécy-la-Chapelle.
- 3 juillet 2022 : électrification de la section Gretz-Armainvilliers – Provins.
- 3 octobre 2022 : mise en service des rames Francilien (Z 50000) et retrait des rames B 82500 sur l'axe Paris-Est – Provins.
- 22 mars 2025 : l'axe Esbly – Crécy-la-Chapelle est retiré de la ligne P, pour devenir la ligne T14.

### Réalisation du réseau Est

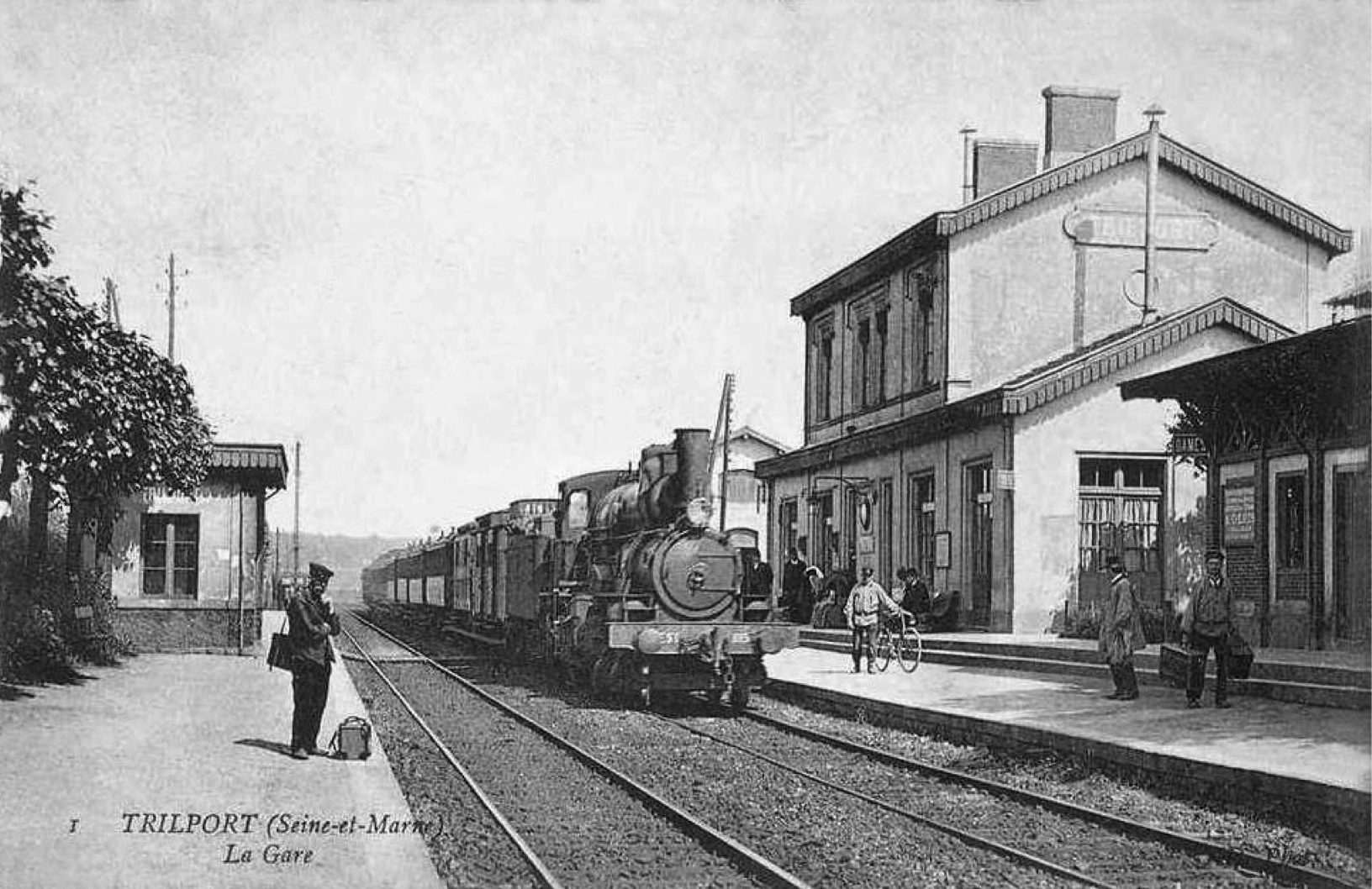
Carte postale d'un train entrant en gare de Trilport, sur la ligne de Paris-Est à Strasbourg-Ville, au début du XXe siècle.

Le 5 juillet 1849, la section Paris – Meaux par Noisy-le-Sec et Esbly est mise en service dans le cadre de la ligne de Paris-Est à Strasbourg-Ville.
Le 21 août 1849, le train arrive à Château-Thierry pour la première fois, après avoir notamment desservi la gare de Trilport, toujours dans le même cadre.
Le 7 juillet 1856, un premier embranchement sur la ligne de Paris-Est à Strasbourg-Ville est mis en service à partir de Noisy-le-Sec en direction de Nogent-sur-Marne. Il s'agit de la première section de la ligne de Paris-Est à Mulhouse-Ville : huit allers-retours relient alors Paris à Nogent les jours ouvrables, quinze les dimanches et jours fériés, avec l'importante fréquentation des Parisiens flânant dans la vallée de la Marne. Les trains desservent Pantin, Noisy-le-Sec et Rosny-sous-Bois.
Le 9 février 1857, la ligne de Paris-Est à Mulhouse-Ville atteint Nangis. Les neuf gares intermédiaires restent, pour certaines, alors inachevées.
Le 25 avril 1857, la ligne de Paris-Est à Mulhouse-Ville atteint Longueville.
Le 11 décembre 1858, un premier embranchement sur la ligne de Paris-Est à Mulhouse-Ville, cette fois-ci, est ouvert au public (ligne de Longueville à Esternay). Au départ de Longueville, il permet aux Provinois de rejoindre la grande ligne en quinze minutes. Long de sept kilomètres, il aboutit en gare de Provins.
Le 2 février 1861, un second embranchement sur la ligne de Paris-Est à Mulhouse-Ville est ouvert au public (ligne de Gretz-Armainvilliers à Sézanne). D'une longueur de seize kilomètres, il permet, au départ de Gretz-Armainvilliers, de rejoindre Mortcerf.
Le 2 avril 1863, l'embranchement de Gretz est prolongé de seize kilomètres, afin d'atteindre la gare de Coulommiers.

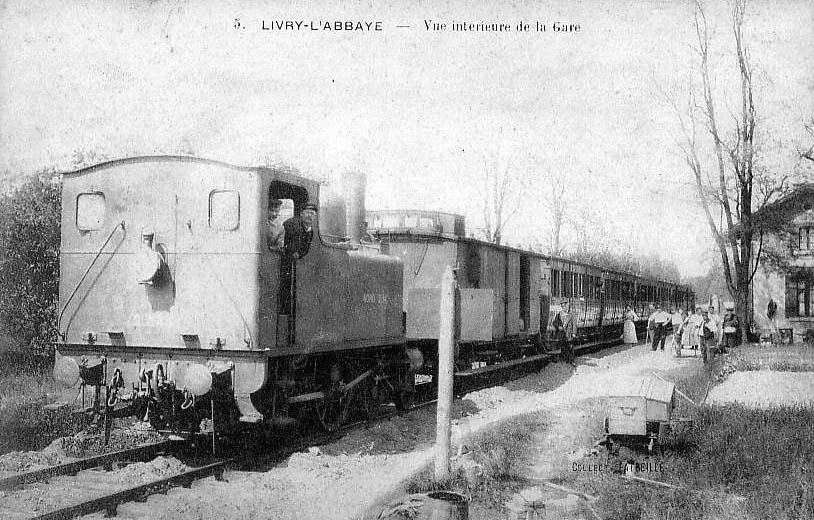
Carte postale d'un train en gare de L'Abbaye, sur la ligne des Coquetiers, vers 1900.

Le 1er avril 1875, une nouvelle ligne est créée au départ de la gare de Bondy, en correspondance avec la ligne de Paris-Est à Strasbourg-Ville. Il s'agit de la ligne des Coquetiers. Elle la relie à celle d'Aulnay-sous-Bois.
L'exploitation se fait alors au moyen de huit trains mixtes en semaine, deux le dimanche, tractés par une unique locomotive à vapeur, l'Erstein, qui fonctionnait en navette d'un bout à l'autre de la ligne.
Le 14 août 1881, le train arrive pour la première fois à La Ferté-Gaucher, à la suite du prolongement réalisé depuis Coulommiers.
Le 1er juin 1894, la section Trilport – La Ferté-Milon est ouverte au public, dans le cadre de la ligne de Trilport à Bazoches.
À partir de juillet 1897, la ligne des Coquetiers est interconnectée avec la ligne Paris – Strasbourg, permettant des trains directs entre la gare de l'Est et Gargan ou Aulnay, puis un service circulaire Paris-Est – Bondy – Gargan – Aulnay-sous-Bois – Paris-Nord est créé, répondant aux besoins de dizaines de milliers d'ouvriers et d'employés venus habiter dans les nouveaux lotissements rendus possibles par l'amélioration de la desserte.
Le 12 juillet 1902, la ligne Esbly – Crécy est mise en fonctionnement. La gare terminale de Crécy est la première construite en 1902 suivant les nouvelles dispositions architecturales adoptées par la Compagnie des chemins de fer de l'Est, alors exploitante de la ligne.
La Seconde Guerre mondiale voit le trafic banlieue désorganisé, notamment par les réquisitions de l'armée d'occupation. Le trafic est interrompu sur la ligne à la suite des bombardements de Noisy-le-Sec en avril 1944, qui détruiront son dépôt. Le service ne reprend qu'en septembre.

### Modernisation du réseau Est

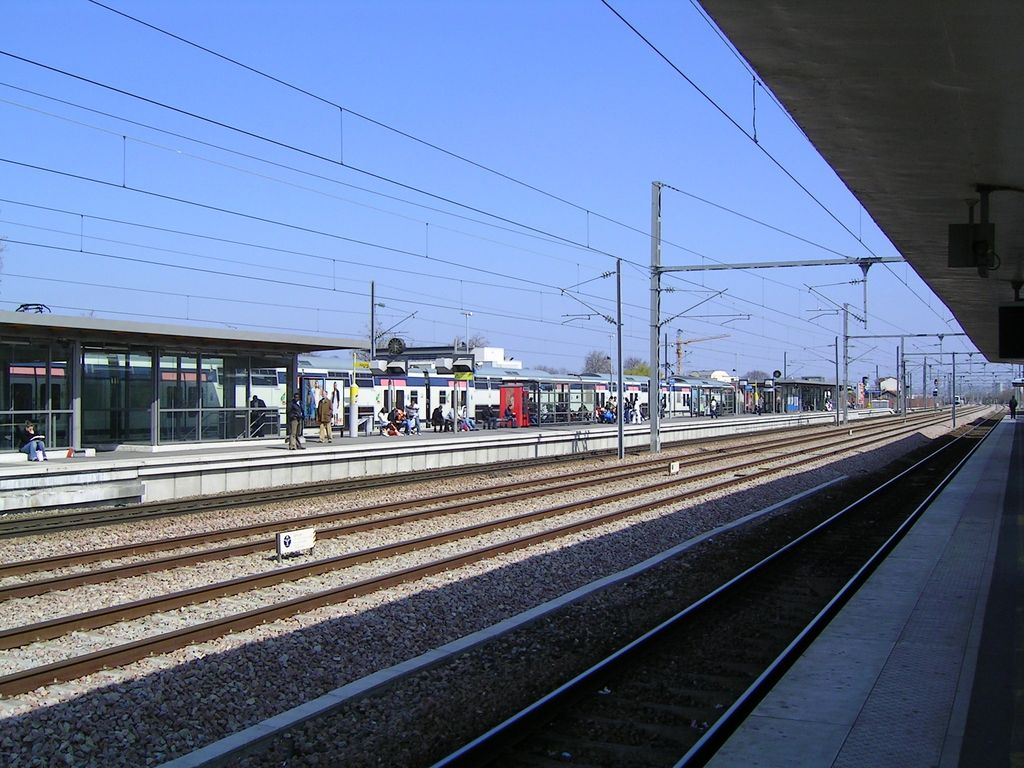
La gare de Chelles - Gournay avec ses nombreuses caténaires alimentées en 25 kV - 50Hz, en 2007.

Le 22 mai 1962, la section Paris-Est – Meaux – Château-Thierry de la ligne de Paris-Est à Strasbourg-Ville est mise sous tension en 25 kV - 50Hz.
Le même jour, la section Bondy – Gargan de la ligne des Coquetiers l'est aussi ; sur ce secteur, elle est dotée du block automatique lumineux. La section nord, à voie unique, reste non électrifiée et sa desserte est assurée par des autorails de la série X 3800 puis par les lourdes rames métalliques de la banlieue Est tractées par des locomotives diesel série BB 66000,,.
Le 13 décembre 1973, la ligne de Gretz-Armainvilliers à Sézanne est électrifiée à son tour, entre Gretz-Armainvilliers et Tournan.
Le 14 septembre 1977, la section Gargan – Aulnay de la ligne des Coquetiers est à son tour électrifiée avec une ligne de contact simple régularisée permettant une desserte en continu sans rupture de charge à Gargan, assurée par des rames inox de banlieue (RIB) tractées ou poussées par des locomotives électriques BB 16500, puis BB 17000,.
Afin d'améliorer la capacité de la ligne des Coquetiers, les trains qui la desservent voient leur capacité passer de quatre voitures aux heures creuses à huit voitures aux heures de pointe ; ils sont prolongés jusqu'à la gare de l'Est, ce qui limite les ruptures de charge. La desserte est de quatre trains à l'heure sur la section Bondy – Gargan et de deux trains par heure entre Gargan et Aulnay, car la voie unique y limite le trafic à une navette par demi-heure.

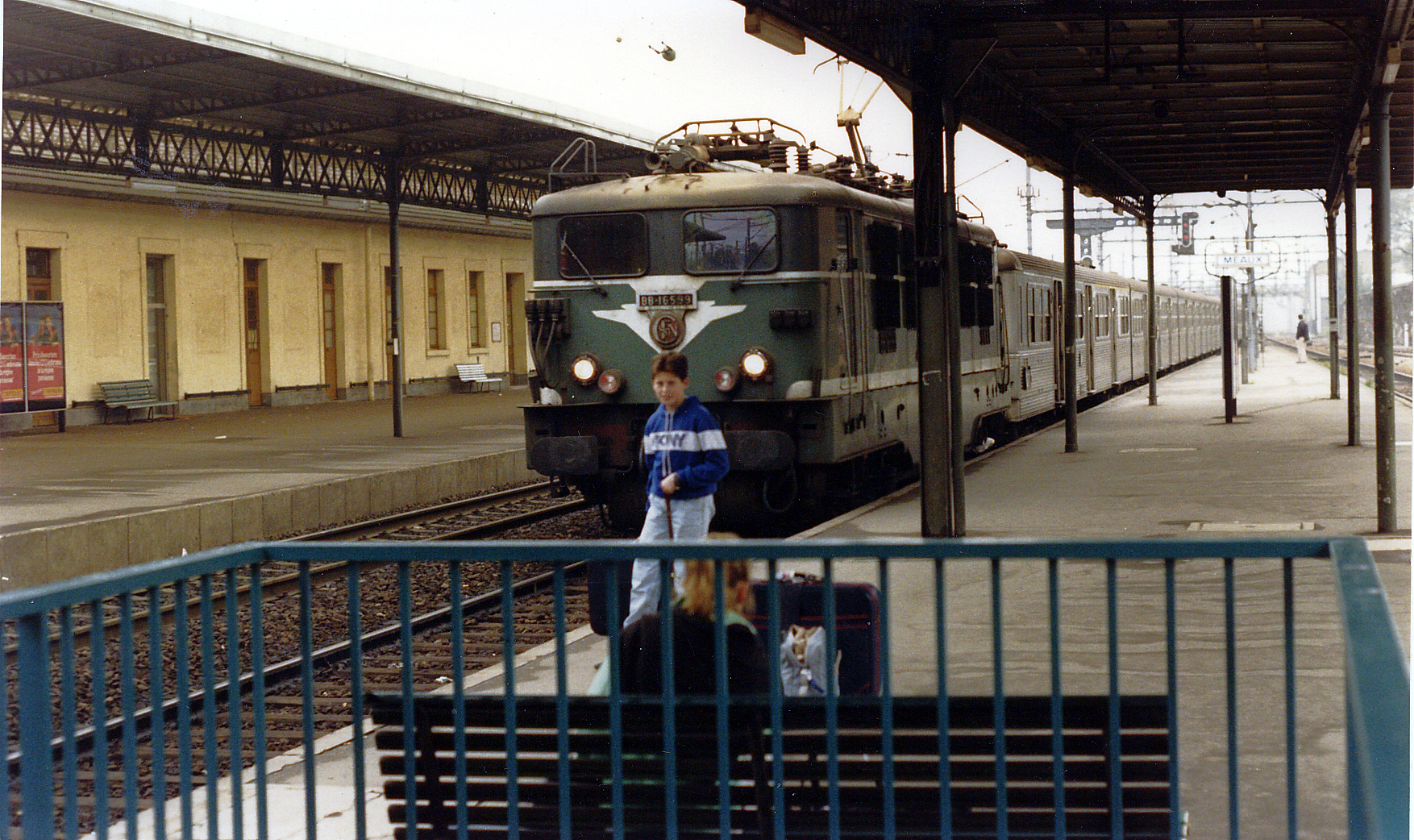
Une locomotive BB 16500 tractant des rames inox de banlieue (RIB) arrivant en gare de Meaux, en 1987.

En mai 1980, la ligne Esbly – Crécy est électrifiée en 25 kV - 50 Hz monophasé alternatif par fil trolley simple. À partir du service d'été consécutif à l'électrification de la ligne, le nouveau service est assuré par une rame réversible inox tractée ou poussée par une BB 16500. Des autocars viennent par ailleurs remplacer les trains aux heures creuses. Ainsi les trains ne circulent plus les dimanches et jours fériés et un service d'autocars de remplacement est instauré.
Le 24 janvier 1992, la caténaire arrive à Coulommiers. Au-delà, subsiste alors une navette pour rallier La Ferté-Gaucher, assurée par un élément automoteur double (EAD) modernisé du réseau « TER Champagne-Ardenne ».
En 1993, des améliorations techniques sont menées par la SNCF sur la ligne des Coquetiers, afin de permettre de réduire les temps de fermeture des passages à niveau et permettre l'augmentation de la fréquence des rames aux heures de pointe (un train toutes les quinze minutes entre Bondy et Gargan et toutes les trente minutes entre Gargan et Aulnay), sans parvenir pour autant à rendre attractive la ligne, pénalisée par ses fréquences insuffisantes et ses temps de parcours excessifs.
Depuis le 26 septembre 1993, les relations directes de ou vers Paris de la ligne des Coquetiers sont supprimées et tous les trains sont limités à Bondy afin de préserver des sillons horaires pour la ligne principale de Meaux, sujets aux perturbations provoquées par les grosses opérations de remaniement dans l'optique de séparer les flux RER E et TGV (notamment le cisaillement à Noisy-le-Sec), ce, conformément à ce qui a été décidé lors de la conception du projet Eole (future ligne E du RER). Afin de faciliter la correspondance en gare de Bondy, la réception de la navette en provenance de Gargan ou d'Aulnay se fait le matin sur la voie 2BA de façon à faciliter la correspondance vers Paris ; l'après-midi, les navettes sont reçues sur la voie 1 ter/1BA.

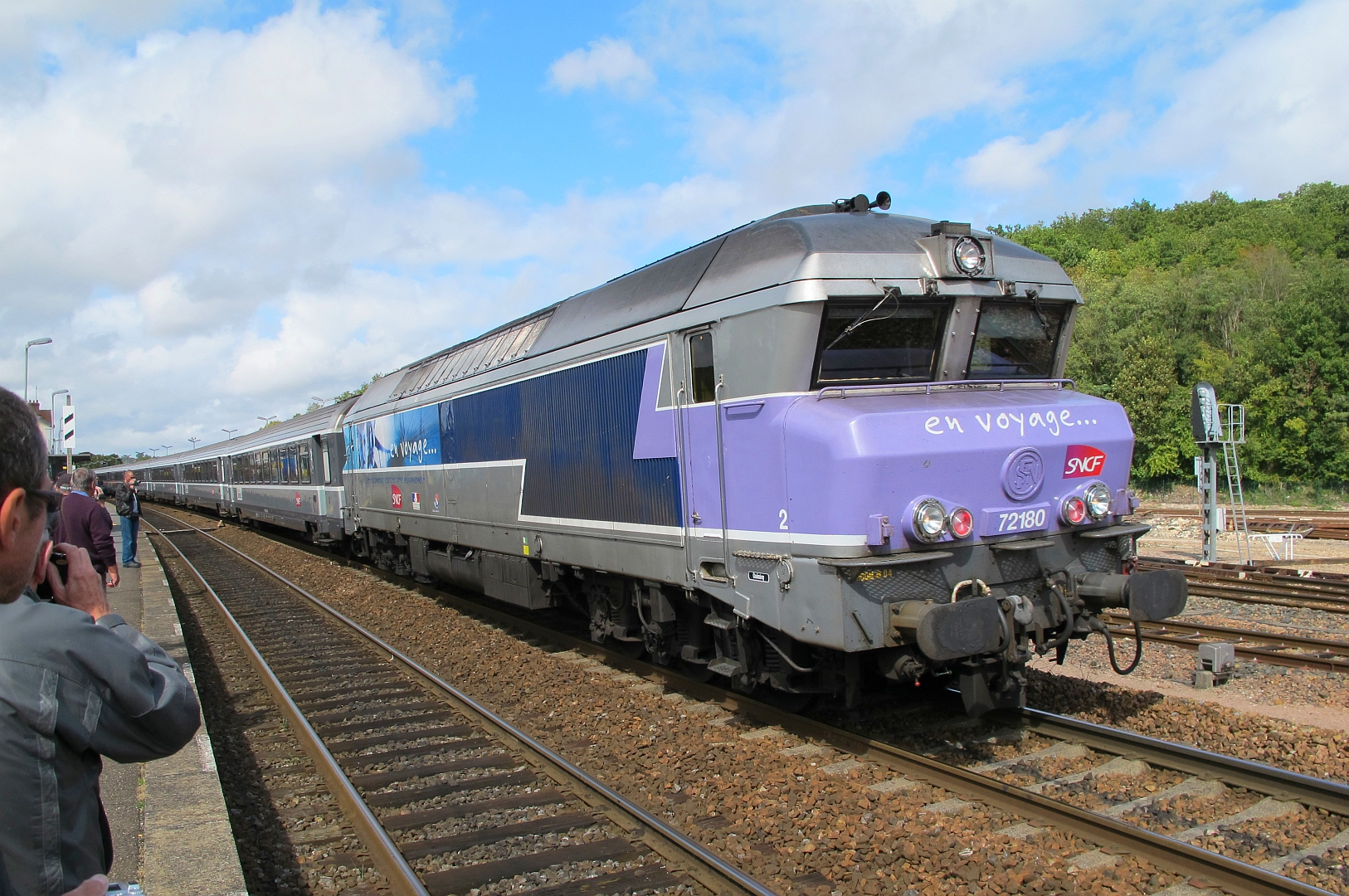
Une locomotive CC 72100 en tête d'un Intercités passant en gare de Longueville, en septembre 2011.

Dès lors, des études sont menées sous l'égide du Syndicat des transports parisiens (STP), prédécesseur du Syndicat des transports d'Île-de-France (STIF), afin de transformer la ligne des Coquetiers. Depuis sa transformation en simple navette, la ligne n'attirait plus qu'un peu moins de 10 000 voyageurs journaliers.
En 1994, la desserte de l'axe Paris – Gretz – Troyes évolue : les dessertes omnibus entre Gretz-Armainvilliers et Troyes sont supprimées. Les trains omnibus sont dirigés vers Provins ou en viennent et des trains semi-directs sont créés. Ces derniers sont directs entre Gretz-Armainvilliers et Longueville, puis desservent uniquement les gares de Nogent-sur-Seine et de Romilly-sur-Seine, dans le cadre des dessertes TER Champagne-Ardenne et Intercités.
En Île-de-France, les arrêts suivants, dans l'ordre d'éloignement depuis Paris, ont été fermés ou l'étaient déjà en 1994 : Villepatour-Presles, Ozouer-le-Voulgis, Grandpuits, Rampillon et Maison-Rouge.
Les dessertes régionales au départ de Longueville pour Troyes et vice-versa ont été supprimées, les dernières étaient assurées par des éléments automoteurs doubles (EAD).

### Arrivée d'Eole

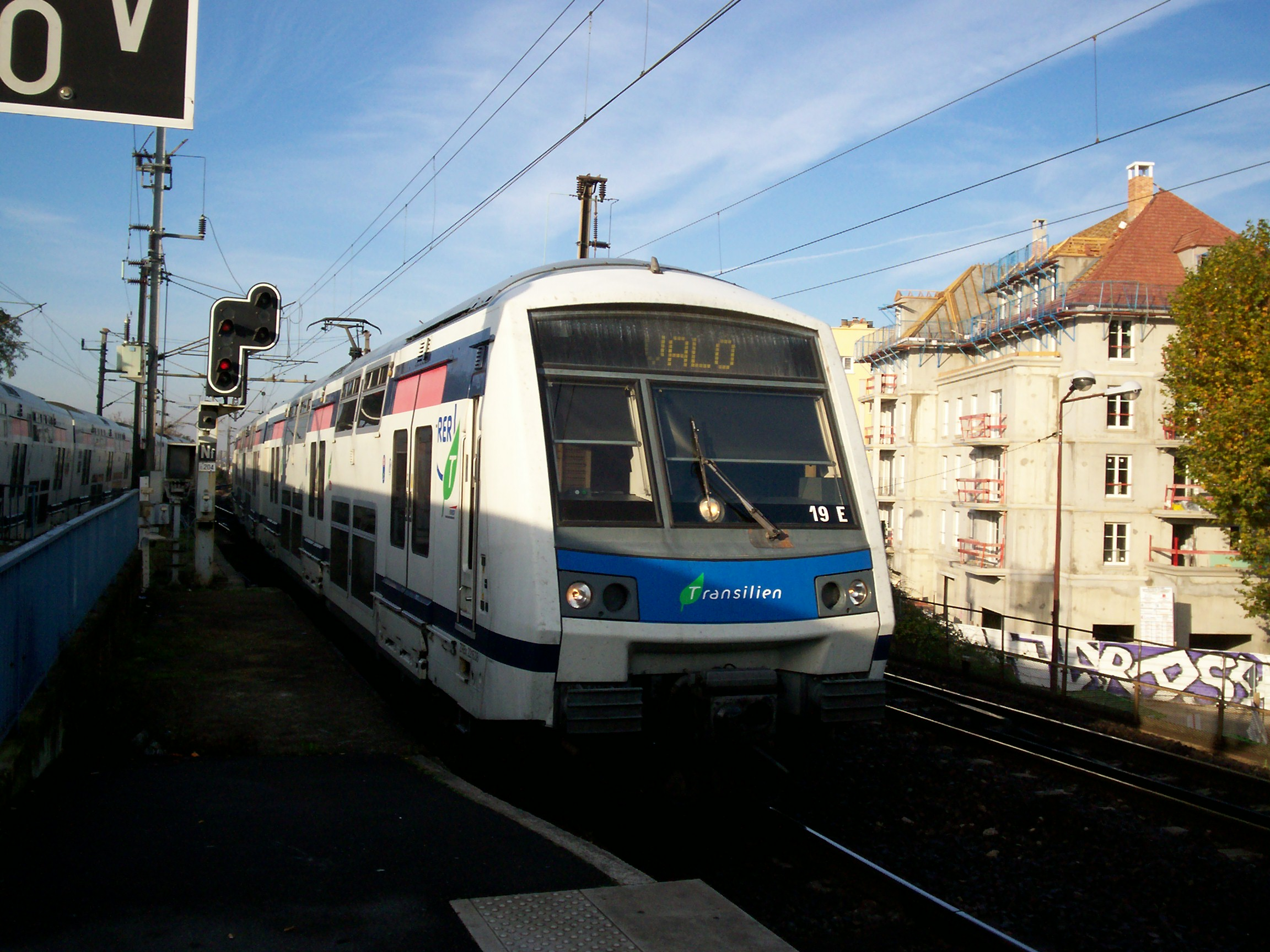
Une rame Z 22500 de la ligne E du RER, arrivant en gare terminus de Villiers-sur-Marne - Le Plessis-Trévise, en octobre 2007.

Le 14 juillet 1999, la ligne E du RER est mise en service entre la nouvelle gare souterraine parisienne d'Haussmann - Saint-Lazare et la gare de Chelles - Gournay, située en banlieue Est, via entre autres, la nouvelle gare parisienne de Magenta, également souterraine. Eole doit permettre aux voyageurs de gagner au moins un quart d'heure sur leur trajet quotidien. Depuis ce jour, les trains reliant Paris-Est à Chelles sont intégrées à la ligne E. Sa mise en service permet le remplacement des rames inox et des VB 2N, sur les relations préexistantes.
Le 30 août 1999, la ligne E du RER atteint la gare de Villiers-sur-Marne - Le Plessis-Trévise,,, à la suite de la mise en service de la seconde branche de la ligne depuis Noisy-le-Sec. Les missions Paris-Est – Villiers sont désormais intégrées au RER E, et les missions Tournan, auparavant associées, sont systématiquement dissociées, afin d'établir une distinction claire en termes d'image et de qualité de service entre le RER (desservi par des trains modernes) et la « banlieue classique » (desservie par rames tractées traditionnelles).
Le 1er septembre 1999, la première classe est supprimée dans tous les trains du réseau de banlieue, ainsi que dans le RER. Elle n'était utilisée à l'époque que par 1 % des voyageurs. Elle avait déjà été abandonnée dans le métro de Paris en 1991.
Le 20 septembre 1999, le label Transilien est lancé. Il institue une norme minimale d'aménagement et de rénovation des gares et du matériel roulant, et un signe pour la caractériser de manière visible auprès du grand public. Le nom devient très rapidement une marque commerciale, à l'image du TGV, du TER ou d'Intercités, pour désigner l'offre de transport public de la Société nationale des chemins de fer français (SNCF) en Île-de-France.
En 2001, la SNCF élabore une nomenclature afin de désigner les lignes Transilien non RER. Celle-ci est portée à la connaissance de la clientèle, par le biais de la publication de l'édition 2001 du plan du réseau ferré francilien, uniquement sur la version affichée en gare. Dans cette nomenclature, la SNCF désigne le réseau Transilien Paris-Est comme étant la « ligne J du Transilien ».

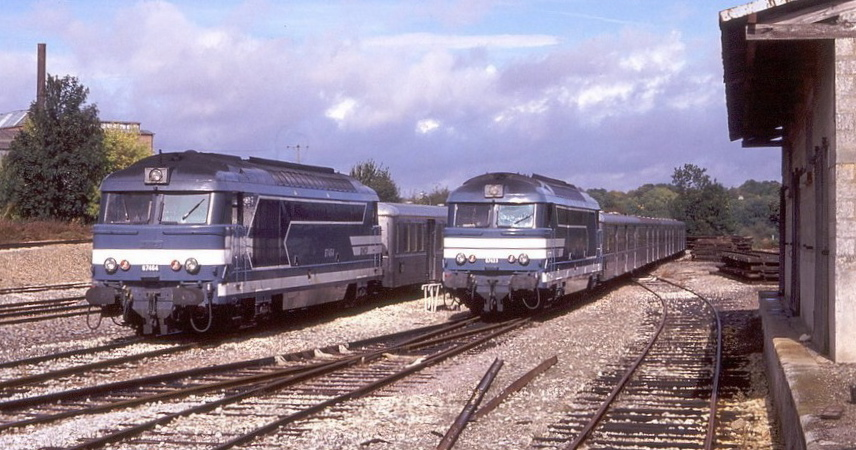
Un des derniers types de matériel roulant ayant assuré la desserte ferroviaire de La Ferté-Gaucher. Ici, deux locomotives BB 67400 attelées à des rames inox de banlieue (RIB), à La Ferté-Gaucher, en 1986.

Depuis 2002, le trafic ferroviaire est suspendu entre Coulommiers et La Ferté-Gaucher (gares de Chailly - Boissy-le-Châtel, de Saint-Siméon, de Jouy-sur-Morin - Le Marais et de La Ferté-Gaucher). Cette section était jusqu'alors desservie par des trains de banlieue faisant la navette en assurant des missions IENA/LENA et FEGE/FAGE, avec parfois du renfort en matériel de TER de la région Champagne-Ardenne.
Le service est depuis assuré par des autocars, qui longent la voie ferrée inutilisée par la départementale D 66, au long de la vallée du Grand Morin. Depuis le 1er août 2022, cette desserte est assurée dans le cadre du réseau de bus Brie et 2 Morin, et numérotée 2405 à partir du 15 septembre 2025.
Le 14 décembre 2003, la desserte de la ligne des Coquetiers est interrompue afin de permettre sa transformation en ligne de tram-train, comme convenu depuis 2001. Ceci doit permettre une desserte plus fréquente des gares existantes ainsi que la création de stations supplémentaires afin de mieux répondre à la demande des usagers.
Le temps des travaux, la desserte est péniblement assurée par un service routier de substitution, allongeant notablement les temps de parcours durant près de trois ans.
Le même jour, la ligne E du RER est prolongée de Villiers-sur-Marne - Le Plessis-Trévise à Tournan. Elle intègre depuis lors les missions Paris-Est – Tournan, permettant le remplacement des VB 2N et RIB par des rames MI 2N sur ces missions.

### Naissance de la ligne P

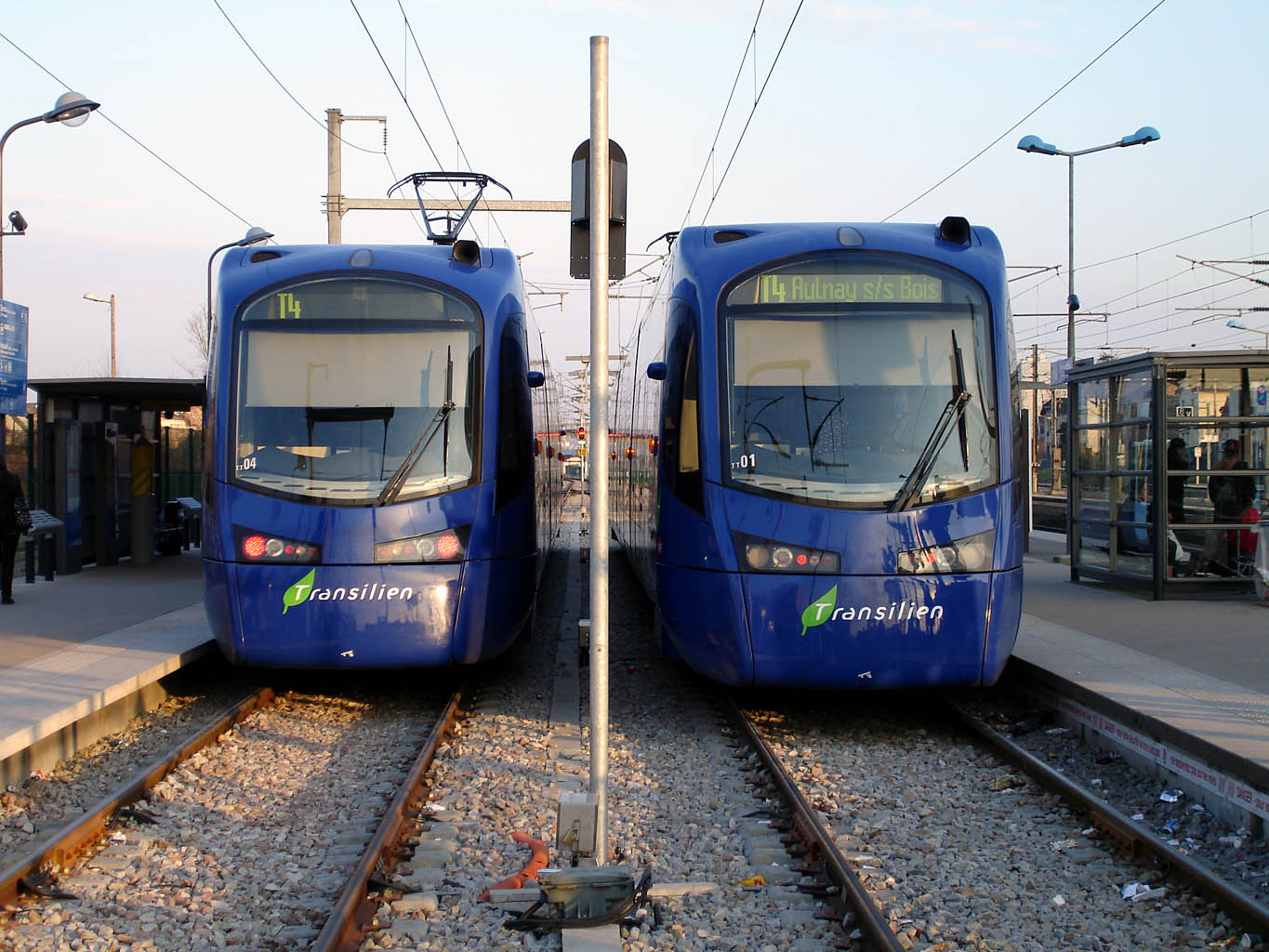
Deux rames trams-trains U 25500 de la ligne T4, en gare de Bondy, en février 2008.

Fin 2004, la nomenclature des lignes Transilien est remaniée. Le réseau Transilien Paris-Est est renommé « ligne P du Transilien ».
Le 2 février 2008, dix-neuf des vingt-quatre rames B 82500 sont mises en service entre Paris-Est et Provins, afin d'améliorer le confort et la régularité des branches à traction autonome de la ligne P.
Depuis le 13 décembre 2009, la ligne a été cadencée sur la quasi-totalité de ses relations, à l'exception de la relation Paris – Meaux, déjà cadencée depuis juin 2007, et de la liaison Esbly – Crécy. Le cadencement a permis une extension de l'amplitude horaire de fonctionnement des trains sur toutes les relations concernées.
- La relation Paris – Meaux a vu ses horaires ajustés et bénéficie de départs supplémentaires.
- La relation Paris – Château-Thierry est désormais assurée entre 5 h et 23 h 50 et est, toute l'année, cadencée strictement à la demi-heure aux heures de pointe et à l'heure aux heures creuses et le week-end, permettant la circulation de 66 trains supplémentaires par semaine.
- La relation Paris – La Ferté-Milon est désormais assurée entre 5 h et 22 h 30 et est cadencée, toute l'année, à la demi-heure aux heures de pointe et à l'heure aux heures creuses et le week-end, permettant ainsi la circulation de 160 trains supplémentaires par semaine.

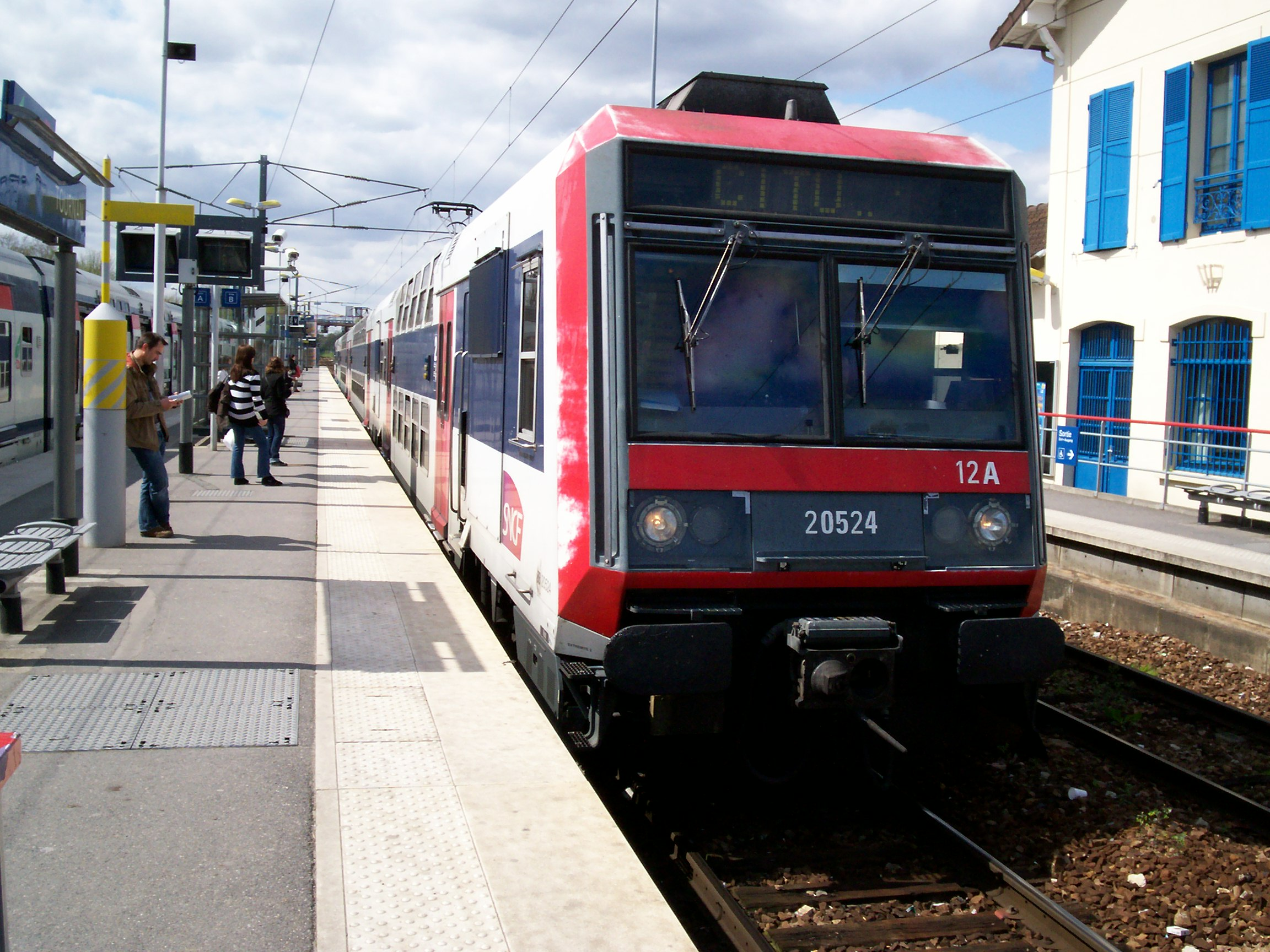
Une rame Z 20500 en gare de Tournan et en direction de Coulommiers, en avril 2008.

- La relation Paris – Coulommiers est désormais assurée entre 6 h 30 et 23 h 15 et est cadencée, toute l'année, à la demi-heure aux heures de pointe et à l'heure aux heures creuses et le week-end, permettant la circulation de 76 trains supplémentaires par semaine. Tous les trains partent et aboutissent à Paris-Est et sont rendus directs jusqu'à ou depuis Tournan, à la suite du prolongement des navettes entre Tournan et Coulommiers et à la suppression de la desserte de la gare de Gretz-Armainvilliers.
- La relation Paris – Provins est, quant à elle, désormais cadencée, toute l'année, à la demi-heure aux heures de pointe et à l'heure aux heures creuses et le week-end, permettant la circulation de 33 trains supplémentaires par semaine. Tous les trains partent et aboutissent à Paris-Est et sont rendus directs depuis ou jusqu'à Verneuil-l'Étang, à la suite du prolongement des navettes entre Gretz-Armainvilliers et Provins et à la suppression de la desserte de la gare de Gretz-Armainvilliers. De plus, les navettes ferroviaires Provins – Longueville ont été remplacées par des autocars et tous les trains, qui jusqu'alors étaient limités au parcours Paris-Est – Longueville, ont été prolongés jusqu'à Provins, à l'exception d'un seul pour cause de travaux.

Le 6 septembre 2010, les cinq rames B 82500 restantes sont mises en service sur l'axe Meaux – La Ferté-Milon. Ces livraisons auront permis de mettre un terme à l'utilisation d'autorails. Les vétustes BB 67400 à l'exploitation fragile ne sont dorénavant utilisées que pour les missions Paris – La Ferté-Milon aux heures de pointe.
Du 24 mai au 30 septembre 2010, les rails ont été renouvelés entre Provins et Longueville pour un coût de 6 millions d'euros intégralement financé par Réseau ferré de France. En effet, l'arrivée des nouvelles rames Bibi, l'augmentation des horaires et le cadencement plus riche, ont nécessité des travaux de renouvellement de tous les éléments de la voie : rails, traverses et ballast. L'opération, assurée par 80 opérateurs, techniciens et ingénieurs s'est caractérisée notamment par 14 000 traverses en béton posées sur 15 000 tonnes de ballast neuf. La vitesse des trains de voyageurs a ainsi pu être relevée de 60 à 70 km/h.

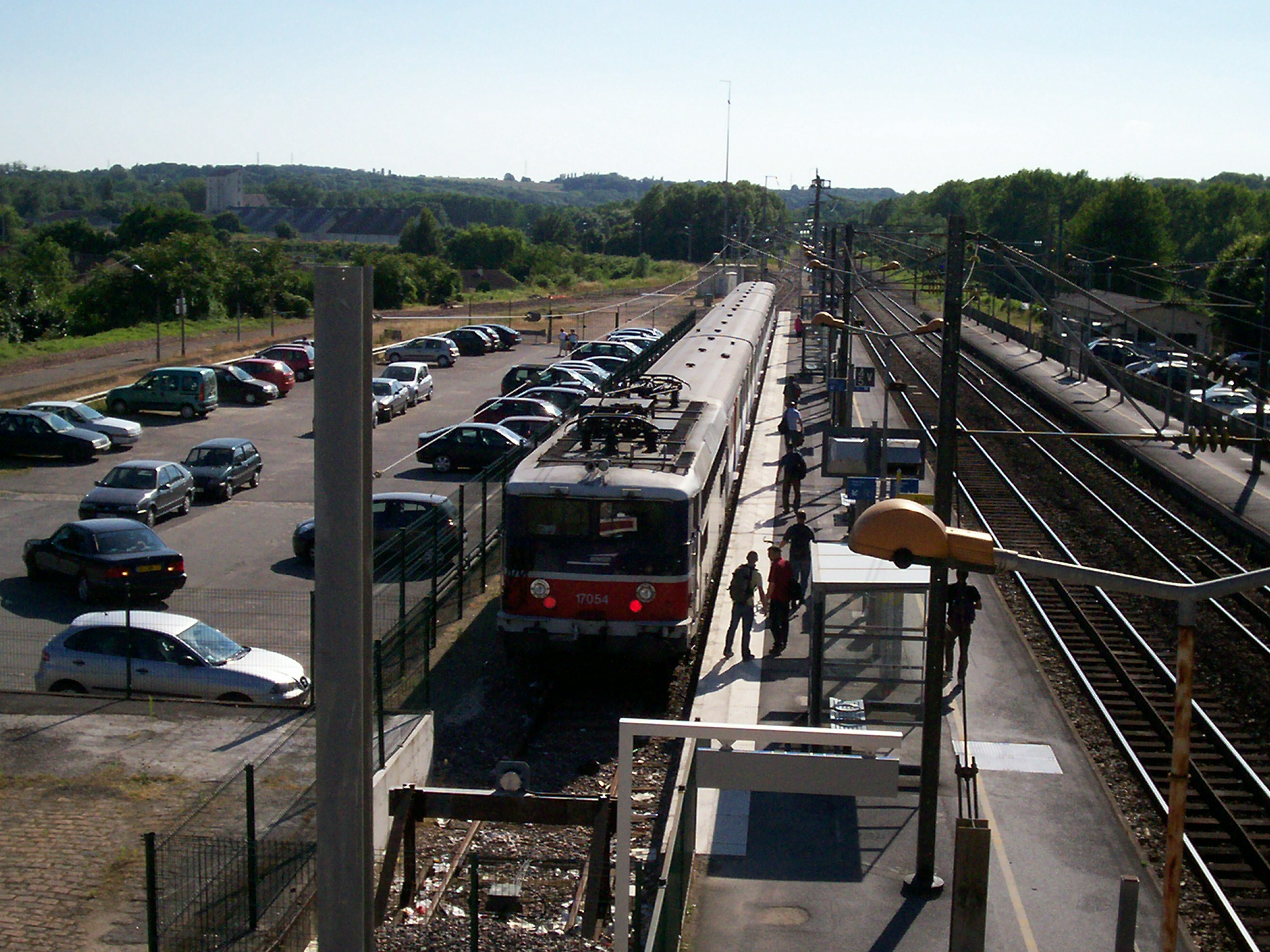
Une locomotive BB 17000 attelée à une rame inox de banlieue (RIB), en gare d'Esbly pour assurer la liaison vers Crécy, avant l'arrivée des U 25500, en juillet 2008.

Depuis le 4 juillet 2011, les rames Avanto de type tram-train, en surnombre sur la ligne T4,, sont entrées en service. Elles ont circulé, jusqu'au 2 septembre 2011, selon les horaires en vigueur depuis le 12 décembre 2010. Cette exploitation estivale devait permettre un rodage du matériel et des conducteurs.
L'arrivée des Avanto n'a pas été accompagnée de travaux d'amélioration de la ligne ou des gares, la faiblesse du trafic, environ cinq cents voyageurs par jour, ne le justifiant pas. Toutefois, un projet de doublement de la voie, à hauteur de la gare de Couilly - Saint-Germain - Quincy, permettrait à terme le croisement de deux rames, et par conséquent, le doublement des fréquences.
Depuis le 3 septembre 2011, au terme de la période de rodage, les U 25500 (Avanto) de la liaison Esbly – Crécy sont désormais exploités selon de nouveaux horaires. En effet, toute l'année, la ligne est desservie par deux trams-trains par heure aux heures de pointe dans le sens de la pointe (vers Esbly le matin, vers Crécy le soir). En contre-pointe (vers Crécy le matin, vers Esbly le soir), un tram-train sur deux est rendu direct entre les deux terminus. La liaison a été cadencée à l'heure, le reste du temps (heures creuses et week-end). De plus, un départ supplémentaire d'Esbly et de Crécy a été créé en fin de service : dernier départ d'Esbly à 22 h 06 contre 21 h 08 précédemment, dernier départ de Crécy à 22 h 37 contre 21 h 30. Enfin, le service ferroviaire a été rétabli les dimanches et fêtes,,.

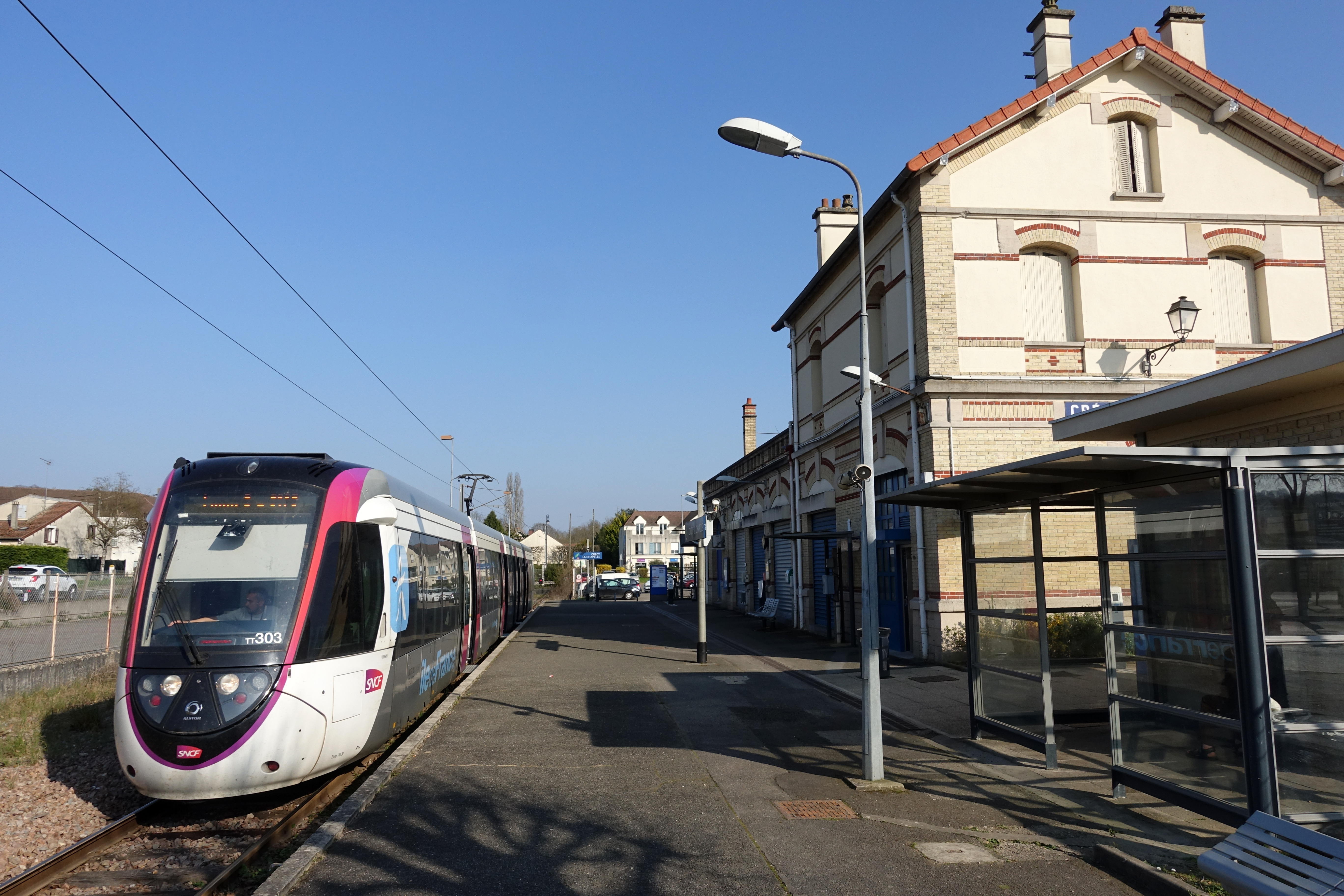
Un Citadis Dualis détaché du T11 en gare de Crécy-la-Chapelle.

Les 12 et 19 février 2022, la SNCF réalise des tests de circulation pour remplacer les Avanto par des Citadis Dualis U 53600 et U 53700.
Le 9 mars 2022, les nouvelles rames Citadis Dualis de type tram-train circulant sur le T4 et le T11 ont remplacé les Avanto avec deux objectifs principaux pour la SNCF : améliorer le confort des voyageurs et avoir des trains plus fiables.
Le 3 juillet 2022, la section Gretz-Armainvilliers – Provins de la ligne de Paris-Est à Mulhouse-Ville et de la ligne de Longueville à Esternay est mise sous tension en 25 kV - 50Hz.

### Arrivée du Francilien
Le lundi 11 février 2013, la première rame Francilien (Z 50000) a été mise en service sur la ligne P, sur l'axe Paris – Meaux (la 08H). Elle a été rejointe en fin de semaine par une seconde rame (la 17H). Quatre rames supplémentaires les rejoindront d'ici la fin du mois de février 2013 et dix-neuf d'ici la fin de l'année 2013, sur les axes Paris – Meaux et Paris – Coulommiers. Au total, 35 exemplaires de ce nouveau matériel roulant seront livrés d'ici 2015 pour équiper ces axes. Elles viendront de la ligne H du Transilien, qui recevra en compensation autant d'exemplaires neufs.
Leur livraison permettra à terme le remplacement des locomotives BB 17000 tractant les rames RIB/RIO et d'une partie des rames Z 20500 redéployées sur les lignes C et D du RER afin de pouvoir compléter le parc roulant de ces deux lignes et de remplacer des Z 5300 de la ligne D.
Pour permettre la circulation de ces nouveaux trains, des tests ont été réalisés (du 20 au 31 août 2012) entre Paris-Est et Lagny afin de vérifier, notamment, le gabarit disponible, les nouvelles rames étant plus larges que le parc actuel. Depuis fin septembre 2012, l'ensemble des conducteurs sont progressivement formés à la conduite de ce nouveau matériel roulant : dans un premier temps sur simulateur et dans un second temps sur la ligne elle-même, ceci depuis le 8 octobre 2012.
Le 7 octobre 2013, les rames Francilien (Z 50000) commencent à circuler sur l'axe Paris-Est – Coulommiers, en assurant, dans un premier temps, un tiers des liaisons effectuées par les Z 2N. Depuis, tous les trajets sur cet axe sont assurés par ces rames, tout comme sur l'axe Paris-Est – Meaux.

### Électrification Gretz-Armainvilliers – Provins
Réseau ferré de France envisageait d'électrifier en 25 kV - 50 Hz monophasé, les sections de Gretz-Armainvilliers à Troyes et de Longueville à Provins, à la fin de l'année 2017 au terme de trois années de travaux. Les objectifs visés par ce projet étaient de favoriser l'attractivité des territoires desservis, d'améliorer la qualité de la desserte (fiabilité des services et amélioration du confort des voyageurs) et de permettre le renouvellement du matériel roulant Intercités par des trains modernes et performants.
Pour ce faire, une sous-station ainsi que dix postes électriques répartis le long de la ligne devaient être créés. L'implantation de la sous-station électrique devait correspondre au croisement de la voie ferrée avec la ligne à haute tension de 225 000 volts à Saint-Mesmin dans l'Aube. Une brigade de maintenance caténaire devait être mise en place à Nogent-sur-Seine. De plus, des travaux de signalisation ferroviaire devaient être réalisés avec, notamment, le remplacement du poste d'aiguillage de Romilly-sur-Seine et des modifications des installations de télécommunications ferroviaires. Enfin, 6 000 poteaux caténaires pour 320 kilomètres de fil caténaire ainsi que 160 kilomètres de câbles de signalisation devaient être posés. Prévus depuis une vingtaine d'années, les travaux devaient initialement s'achever en 2020, pour un coût de 320 millions d'euros.
Le 21 décembre 2021, Jean-Baptiste Djebbari, alors ministre délégué, chargé des Transports, indiquait que la mise en service de la phase 1 de l'électrification de Gretz-Armainvilliers à Longueville était prévue pour octobre 2022.
Cette électrification a finalement été mise en service le 29 août 2022, et permit le retrait des rames AGC au profit des rames Francilien le 3 octobre 2022.

### Transformation de la branche Esbly-Crécy en ligne T14 du tramway
Le 22 mars 2025, le service de navette assuré sur la ligne d'Esbly à Crécy-la-Chapelle sort du périmètre de la ligne P du Transilien, et devient une ligne à part entière, la ligne 14 du tramway d'Île-de-France.

## Infrastructure

Logo de la ligne P pour Île-de-France Mobilités.

### Ligne

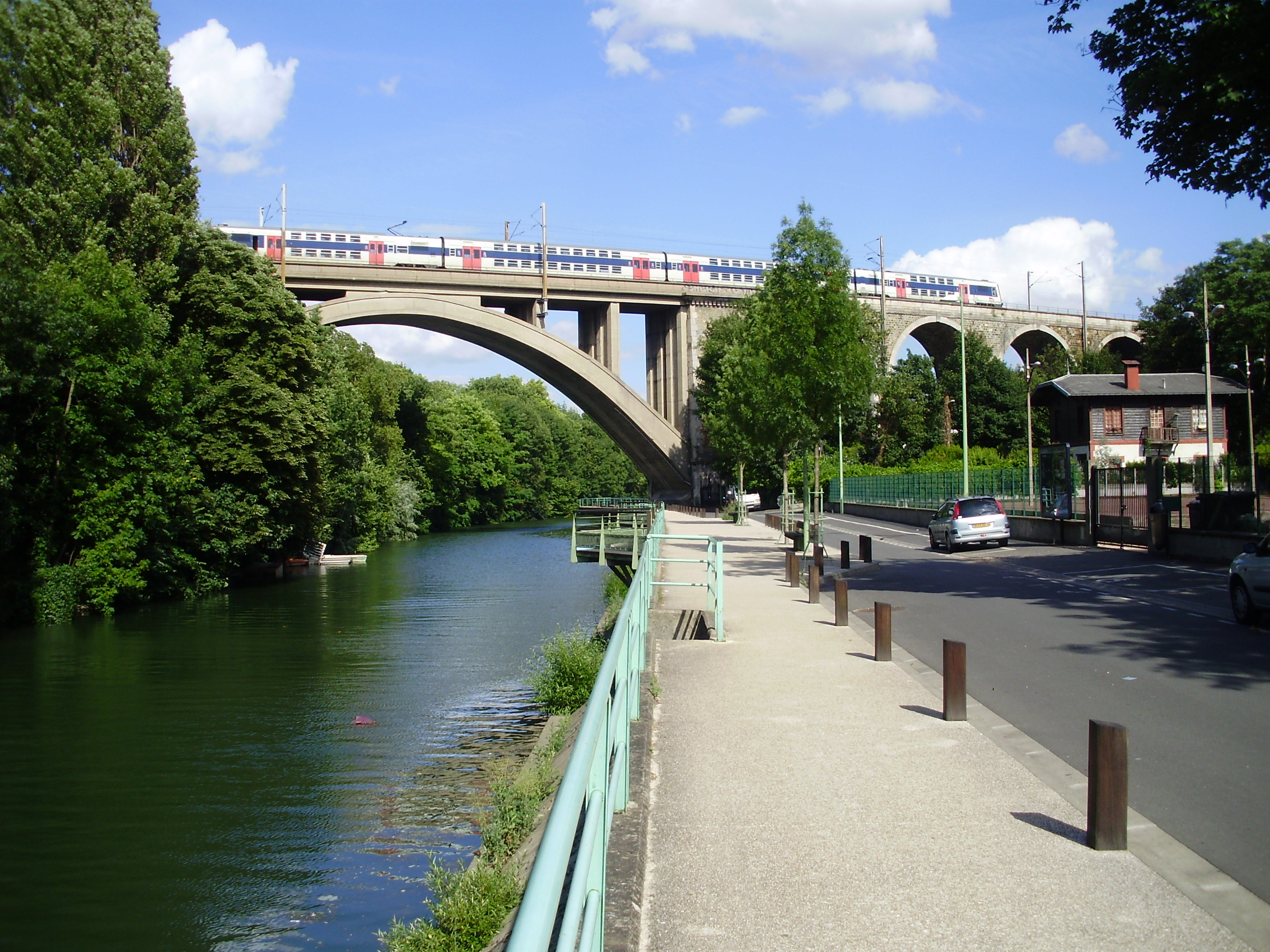
Le viaduc ferroviaire de Nogent-sur-Marne, situé sur la ligne de Paris-Est à Mulhouse-Ville, en juillet 2010.

La ligne P du Transilien comporte quatre branches sur sa partie nord. Trois d'entre elles se dirigent depuis Paris-Est respectivement vers Meaux, Château-Thierry et La Ferté-Milon ; une dernière relie Esbly (sur la relation Paris – Lagny – Meaux) à Crécy-la-Chapelle. Sur sa partie sud, elle comporte deux autres branches. Elles se dirigent, depuis Paris-Est, respectivement vers Coulommiers et Provins.
Elle est le fruit de l'utilisation conjuguée des lignes ferroviaires suivantes :
- ligne de Paris-Est à Strasbourg-Ville, ouverte en 1849, entre Paris-Est et Château-Thierry par Meaux et Trilport ;
- ligne de Paris-Est à Mulhouse-Ville, ouverte en 1857, entre Noisy-le-Sec et Longueville par Gretz-Armainvilliers ;
- ligne de Longueville à Esternay, ouverte en 1858, entre Longueville et Provins ;
- ligne de Gretz-Armainvilliers à Sézanne, ouverte de 1861 à 1863, entre Gretz-Armainvilliers et Coulommiers ;
- ligne de Trilport à Bazoches, ouverte en 1894, entre Trilport et La Ferté-Milon.

### Tensions d'alimentation
La ligne est électrifiée en 25 kV-50 Hz monophasé sauf entre Trilport et La Ferté-Milon. Cette section demeure la seule non électrifiée sur des axes ferroviaires en Île-de-France depuis 2022.

### Vitesses limites

#### Partie nord

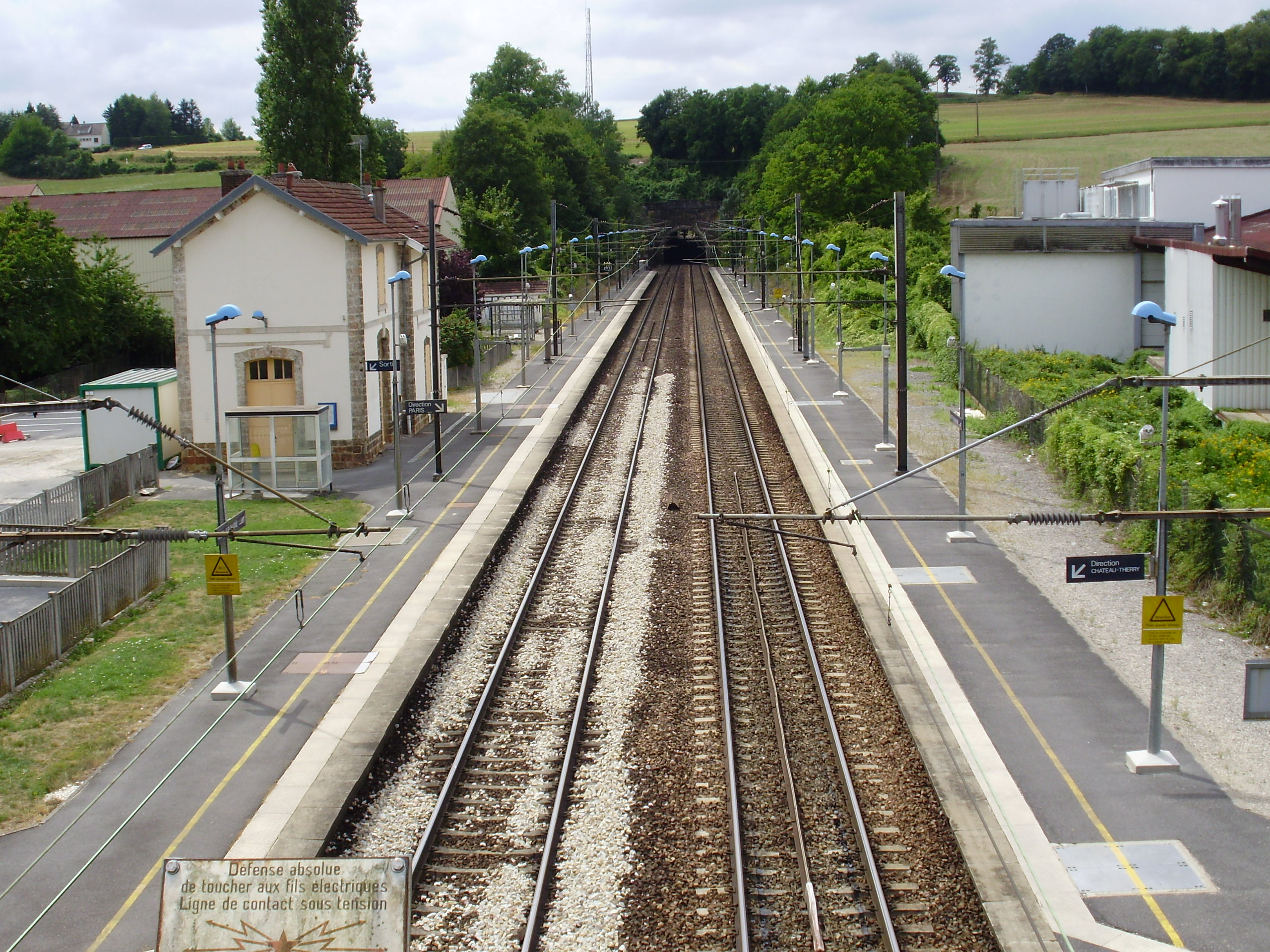
La gare de Chézy-sur-Marne, sur la ligne de Paris-Est à Strasbourg-Ville, en août 2010.

Sur la ligne de Paris-Est à Strasbourg-Ville, les vitesses limites observées en 2012 pour les AGC sur les voies directes en sens impair (voie 1L1 de Pantin à Lagny - Thorigny) sont les suivantes. Les automotrices de banlieue de type Z 2N sont limitées à la vitesse de 140 km/h :
| De                                    | À                                     | Limite |
| ------------------------------------- | ------------------------------------- | ------ |
| Paris-Est (Km 0)                      | Km 0,9                                | 30     |
| Km 0,9                                | Bondy (Km 10,3)                       | 120    |
| Bondy (Km 10,3)                       | Gagny (Km 14,1)                       | 130    |
| Gagny (Km 14,1)                       | Km 41                                 | 160    |
| Km 41                                 | Trilport (bif. de Germigny) (Km 52,2) | 150    |
| Trilport (bif. de Germigny) (Km 52,2) | Km 60,3                               | 150    |
| Km 60,3                               | Km 85,5                               | 160    |
| Km 85,5                               | Château-Thierry (Km 94,5)             | 150    |

Sur la ligne de Trilport à Bazoches, les vitesses limites observées en 2012 pour les AGC, les autorails et les trains V 140 en sens impair est de 120 km/h entre Trilport, au niveau de la bifurcation de Germigny, et La Ferté-Milon.

#### Partie sud

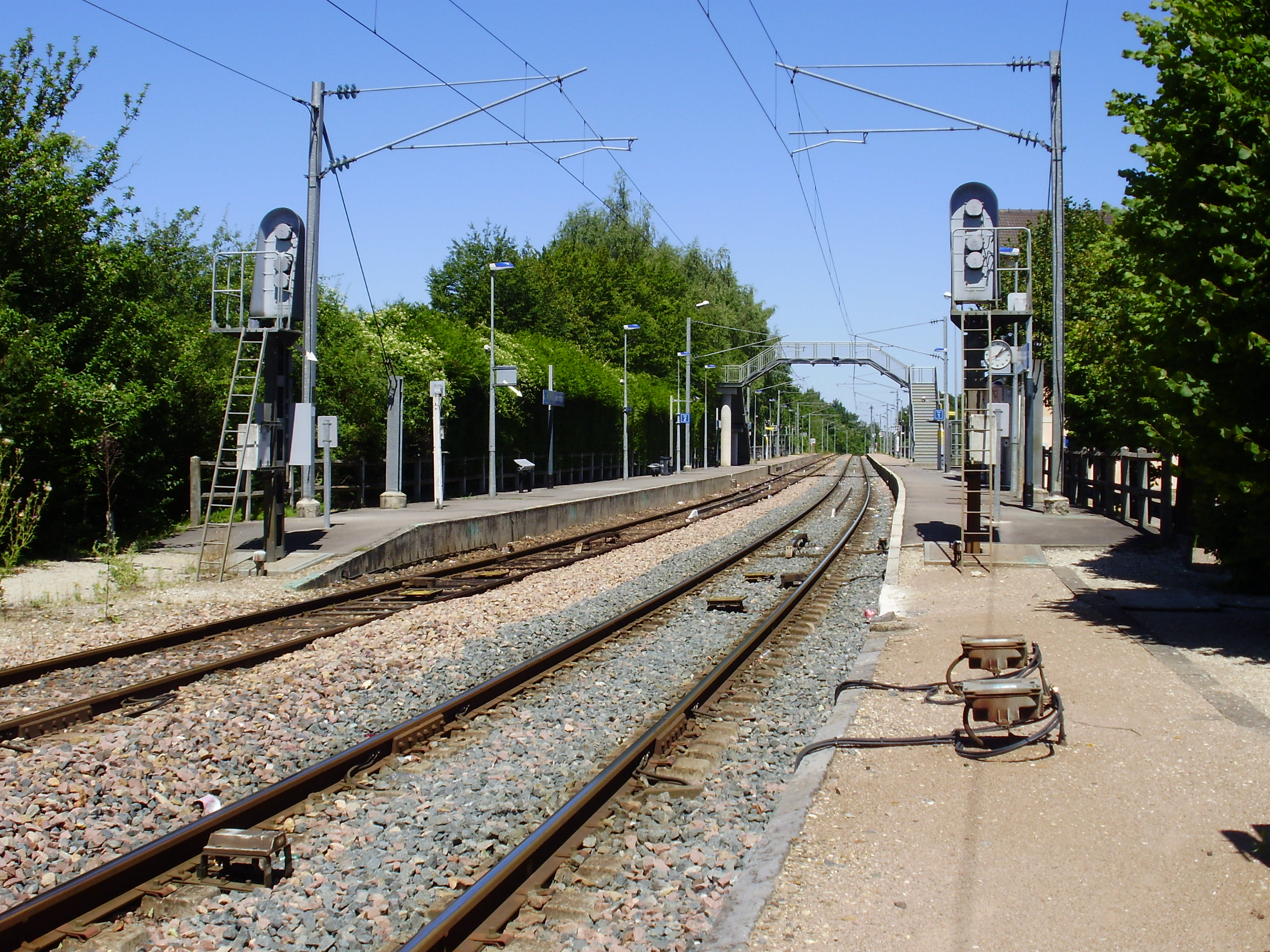
La gare de Mortcerf, sur la ligne de Gretz-Armainvilliers à Sézanne, en juillet 2010.

Sur la section Paris – Coulommiers (lignes Paris-Est – Mulhouse-Ville et Gretz-Armainvilliers – Sézanne), les vitesses limites observées en 2012 pour les AGC en sens impair sont les suivantes,,. Les automotrices de banlieue de type Z 2N ou Z 22500 sont limitées à la vitesse de 140 km/h.
| De                           | À                              | Limite |
| ---------------------------- | ------------------------------ | ------ |
| Paris-Est                    | PK 0,9                         | 30     |
| PK 0,9                       | Villiers-sur-Marne (PK 20,7)   | 120    |
| Villiers-sur-Marne (PK 20,7) | Gretz-Armainvilliers (PK 38,3) | 140    |
| Gretz-Armainvilliers         | Tournan                        | 90     |
| Tournan                      | Coulommiers                    | 120    |

Sur la section Gretz-Armainvilliers – Provins (lignes de Paris-Est à Mulhouse-Ville et de Longueville à Esternay), les vitesses limites observées en 2012 pour les AGC sont les suivantes :
| De                             | À                             | Limite |
| ------------------------------ | ----------------------------- | ------ |
| Gretz-Armainvilliers (PK 38,3) | PK 55,4                       | 150    |
| PK 55,4                        | Tunnel des Bouchots (PK 85,5) | 160    |
| Tunnel des Bouchots (PK 85,5)  | Longueville (PK 88,2)         | 150    |
| Longueville (PK 88,2)          | Provins                       | 70     |

## Liste des gares
La ligne P dessert au total 28 gares et 10 points d'arrêts.

### Branches nord
|  |   |  |   |  |   |  | Gare                         | Zone | Communes                     | Correspondances                                                 |
|  | - |  | - |  | - |  | ---------------------------- | ---- | ---------------------------- | --------------------------------------------------------------- |
|  |   |  | ■ |  |   |  | Paris-Est                    | 1    | Paris 10e                    | (Château-Landon) (Magenta, par la voie publique) Grandes lignes |
|  |   |  |   |  |   |  | Paris-Est                    | 1    | Paris 10e                    | (Château-Landon) (Magenta, par la voie publique) Grandes lignes |
|  |   |  |   |  | • |  | Chelles - Gournay            | 4    | Chelles                      | (RER) · (E)                                                     |
|  |   |  |   |  | • |  | Vaires - Torcy               | 5    | Vaires-sur-Marne             |                                                                 |
|  |   |  |   |  | • |  | Lagny - Thorigny             | 5    | Thorigny-sur-Marne, Pomponne |                                                                 |
|  |   |  |   |  | • |  | Esbly                        | 5    | Esbly                        | (T) · (14)                                                      |
|  | ■ |  | • |  | ■ |  | Meaux                        | 5    | Meaux                        |                                                                 |
|  | • |  | • |  |   |  | Trilport                     | 5    | Trilport                     |                                                                 |
|  |   |  | • |  |   |  | Changis - Saint-Jean         | 5    | Changis-sur-Marne            |                                                                 |
|  |   |  | • |  |   |  | La Ferté-sous-Jouarre        | 5    | La Ferté-sous-Jouarre        | TER Grand Est                                                   |
|  |   |  | • |  |   |  | Nanteuil - Saâcy             | 5    | Saâcy-sur-Marne              |                                                                 |
|  |   |  | • |  |   |  | Nogent-l'Artaud - Charly     | *    | Nogent-l'Artaud              |                                                                 |
|  |   |  | • |  |   |  | Chézy-sur-Marne              | *    | Chézy-sur-Marne              |                                                                 |
|  |   |  | ■ |  |   |  | Château-Thierry              | *    | Château-Thierry              | TER Grand Est                                                   |
|  | • |  |   |  |   |  | Isles - Armentières - Congis | 5    | Isles-les-Meldeuses          |                                                                 |
|  | • |  |   |  |   |  | Lizy-sur-Ourcq               | 5    | Lizy-sur-Ourcq               |                                                                 |
|  | • |  |   |  |   |  | Crouy-sur-Ourcq              | 5    | Crouy-sur-Ourcq              |                                                                 |
|  | • |  |   |  |   |  | Mareuil-sur-Ourcq            | *    | Mareuil-sur-Ourcq            |                                                                 |
|  | ■ |  |   |  |   |  | La Ferté-Milon               | *    | La Ferté-Milon               |                                                                 |

* Hors zone Île-de-France.
(Les gares en gras servent de départ ou de terminus à certaines missions)

### Branches sud
|  |   |   |   |  |   |     | Gare                         | Zone | Communes                          | Correspondances                                                 |
|  | - | - | - |  | - | --- | ---------------------------- | ---- | --------------------------------- | --------------------------------------------------------------- |
|  |   | ■ |   |  |   |     | Paris-Est                    | 1    | Paris 10e                         | (Château-Landon) (Magenta, par la voie publique) Grandes lignes |
|  |   |   |   |  |   |     |                              | 1    | Paris 10e                         | (Château-Landon) (Magenta, par la voie publique) Grandes lignes |
|  |   |   | • |  |   |     | Tournan                      | 5    | Tournan-en-Brie                   | (RER) · (E)                                                     |
|  |   |   | • |  |   |     | Marles-en-Brie               | 5    | La Houssaye-en-Brie               |                                                                 |
|  |   |   | • |  |   |     | Mortcerf                     | 5    | Mortcerf                          |                                                                 |
|  |   |   | • |  |   |     | Guérard - La Celle-sur-Morin | 5    | Guérard                           |                                                                 |
|  |   |   | • |  |   |     | Faremoutiers - Pommeuse      | 5    | Pommeuse                          |                                                                 |
|  |   |   | • |  |   |     | Mouroux                      | 5    | Mouroux                           |                                                                 |
|  |   |   | ■ |  | ■ | CAR | Coulommiers                  | 5    | Coulommiers                       |                                                                 |
|  |   |   |   |  | • |     | Chailly - Boissy-le-Châtel   | 5    | Chailly-en-Brie, Boissy-le-Châtel |                                                                 |
|  |   |   |   |  | • |     | Chauffry                     | 5    | Chauffry                          |                                                                 |
|  |   |   |   |  | • |     | Saint-Siméon                 | 5    | Saint-Siméon                      |                                                                 |
|  |   |   |   |  | • |     | Saint-Rémy-la-Vanne          | 5    | Saint-Rémy-la-Vanne               |                                                                 |
|  |   |   |   |  | • |     | Jouy-sur-Morin - Champgoulin | 5    | Jouy-sur-Morin                    |                                                                 |
|  |   |   |   |  | • |     | Jouy-sur-Morin - Eustache    | 5    | Jouy-sur-Morin                    |                                                                 |
|  |   |   |   |  | • |     | Jouy-sur-Morin - Monument    | 5    | Jouy-sur-Morin                    |                                                                 |
|  |   |   |   |  | • |     | La Ferté-Gaucher             | 5    | La Ferté-Gaucher                  |                                                                 |
|  |   |   |   |  | ■ | CAR | La Ferté-Gaucher - Centre    | 5    | La Ferté-Gaucher                  |                                                                 |
|  | • |   |   |  |   |     | Verneuil-l'Étang             | 5    | Verneuil-l'Étang                  |                                                                 |
|  | • |   |   |  |   |     | Mormant                      | 5    | Mormant                           |                                                                 |
|  | • |   |   |  |   |     | Nangis                       | 5    | Nangis                            |                                                                 |
|  | • |   |   |  |   |     | Longueville                  | 5    | Longueville                       | TER Grand Est, train touristique                                |
|  | • |   |   |  |   |     | Sainte-Colombe-Septveilles   | 5    | Sainte-Colombe                    |                                                                 |
|  | • |   |   |  |   |     | Champbenoist - Poigny        | 5    | Poigny                            |                                                                 |
|  | ■ |   |   |  |   |     | Provins                      | 5    | Provins                           | Train touristique                                               |

(Les gares en gras servent de départ ou de terminus à certaines missions)

## Exploitation

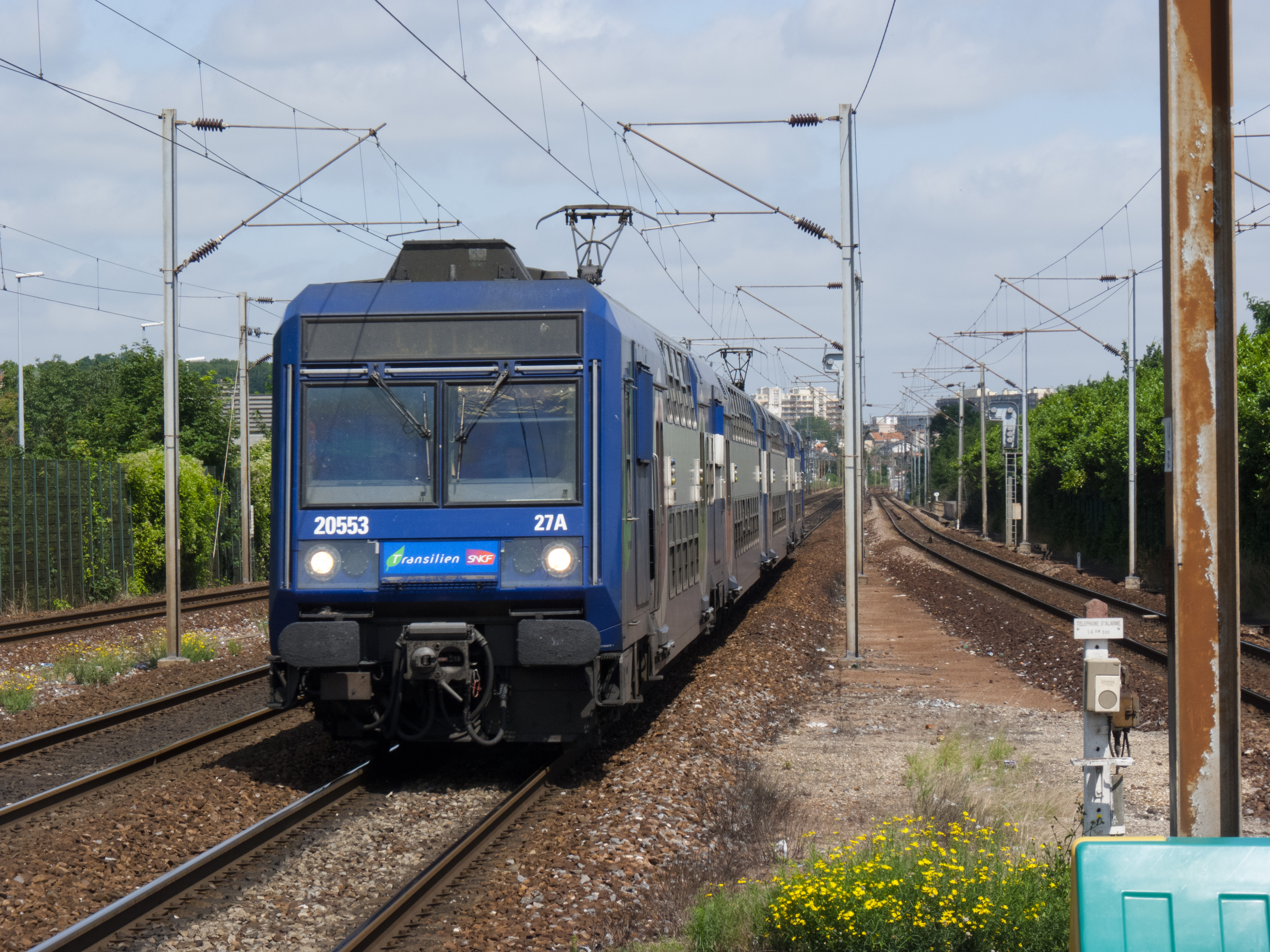
Une rame Z 20500 passant sans arrêt en gare du Val de Fontenay, en juillet 2012.

La ligne P est une ligne exploitée par la SNCF, qui fonctionne de 5 h à 1 h du matin environ, tous les jours de l'année, à l'aide de rames B 82500, de rames tram-train U 53600, de rames Z 20500, de rames Francilien (Z 50000) et exceptionnellement de Z 22500, les rames du RER E, qui peuvent assurer des missions Paris-Meaux en cas d'indisponibilité des autres rames.
Exceptionnellement, le service peut devenir continu, c'est-à-dire effectué 24 h/24, à l'occasion d'évènements importants comme la Fête de la musique et la nuit du Nouvel An. À cette occasion, le service spécial est assuré toutes les heures entre 1 h et 5 h du matin, entre Paris-Est et Meaux ainsi qu'entre Paris-Est et Tournan, à raison d'un train par heure, toute la nuit. Ces trains desservent alors toutes les gares du parcours, remplaçant alors le RER E.

### Noms des missions
Les codes missions de la ligne P du Transilien sont composés de quatre lettres. En apparaissant sur les écrans d'affichage (Infogare) et sur le fronton des trains, ils permettent de faciliter la compréhension des différentes missions assurées. Depuis le 10 décembre 2007, chaque lettre a une signification bien particulière, à la suite de la refonte complète de l'ancien système.
1re lettre : destination du train
La première lettre renseigne sur la destination finale du train.
- C : Coulommiers
- F : La Ferté-Milon
- M : Meaux
- P : Paris-Est
- X : Provins
- Z : Château-Thierry

2e lettre : type de desserte

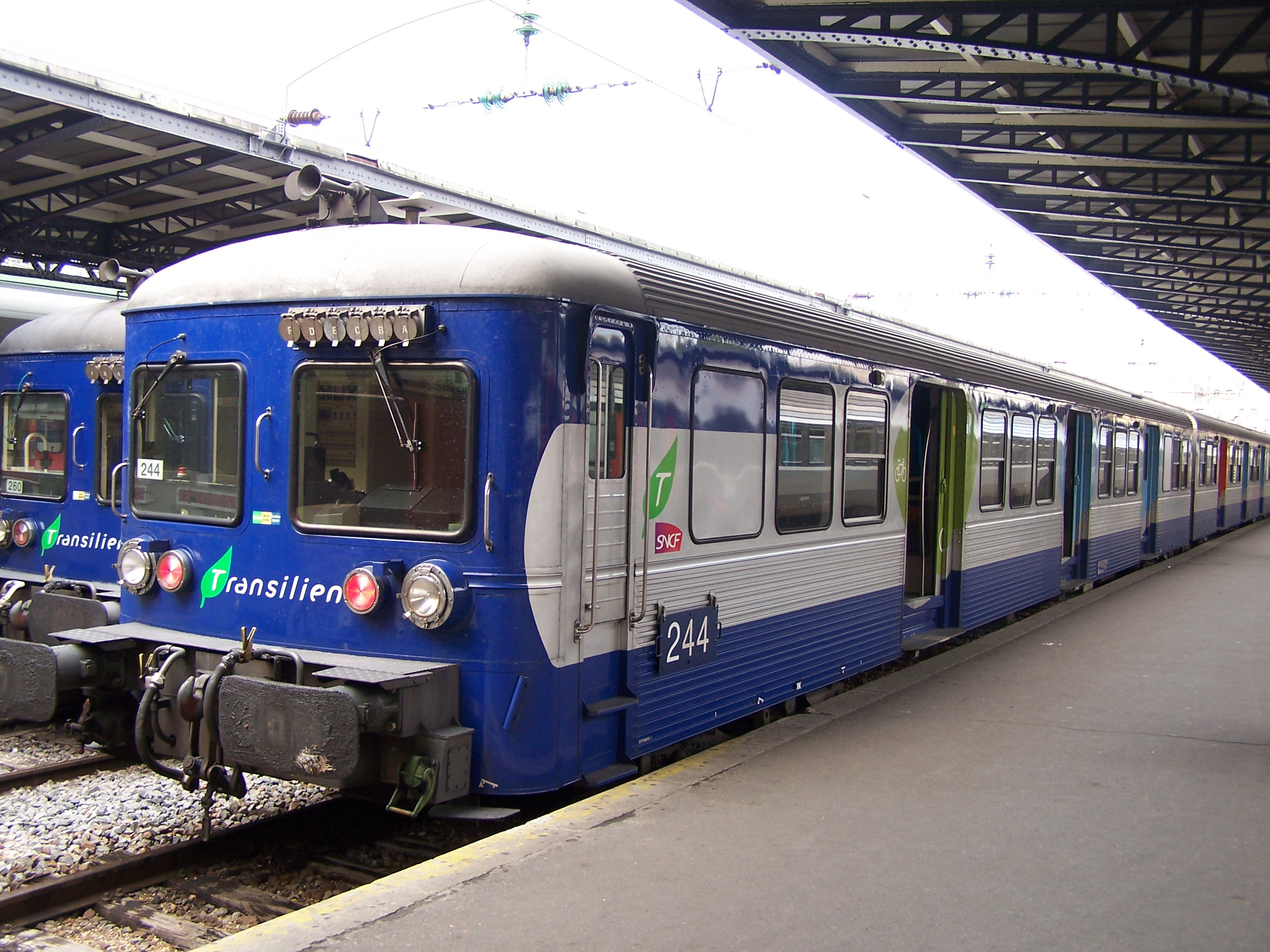
Deux rames inox de banlieue (RIB) en gare de Paris-Est, en septembre 2007.

- I : sans arrêt entre Paris-Est et Chelles (pour les missions pour Meaux), Meaux (pour les missions pour Château-Thierry), Tournan (pour Coulommiers), ou Verneuil-l'Étang (pour Provins)
- O : Omnibus

3e lettre : précisions sur la desserte du train
- Elle peut correspondre à la gare où commence la desserte omnibus, à partir de la capitale, dans le cas des missions semi-directes.
  - B : Omnibus à partir de ou jusqu'à Verneuil-l'Étang
  - C : Omnibus à partir de Chelles - Gournay
  - M : Omnibus à partir de Meaux
  - T : Omnibus à partir de Tournan
- Elle peut aussi correspondre à la gare de départ dans le cas des missions omnibus uniquement.
  - F : La Ferté-Milon
  - M : Meaux

4e lettre : section desservie
Trois voyelles différentes peuvent prendre la place de cette dernière lettre.
- I : train circulant sur la ligne 1 (Paris – Meaux)
- O : train circulant sur la ligne 1 (Paris – Château-Thierry / La Ferté-Milon)
- U : trains circulant sur la ligne 4 (Paris – Provins / Coulommiers)

Tableau des codes missions
| Destinations    | Codes missions (régulières seulement) |
| --------------- | ------------------------------------- |
| Coulommiers     | CITU                                  |
| La Ferté-Milon  | FYMO, FOMO                            |
| Meaux           | MICI, MOFO                            |
| Paris-Est       | PIBU, PICI, PIMO, PITU, PUMO          |
| Provins         | XIBU                                  |
| Château-Thierry | ZIMO                                  |

Exemples :

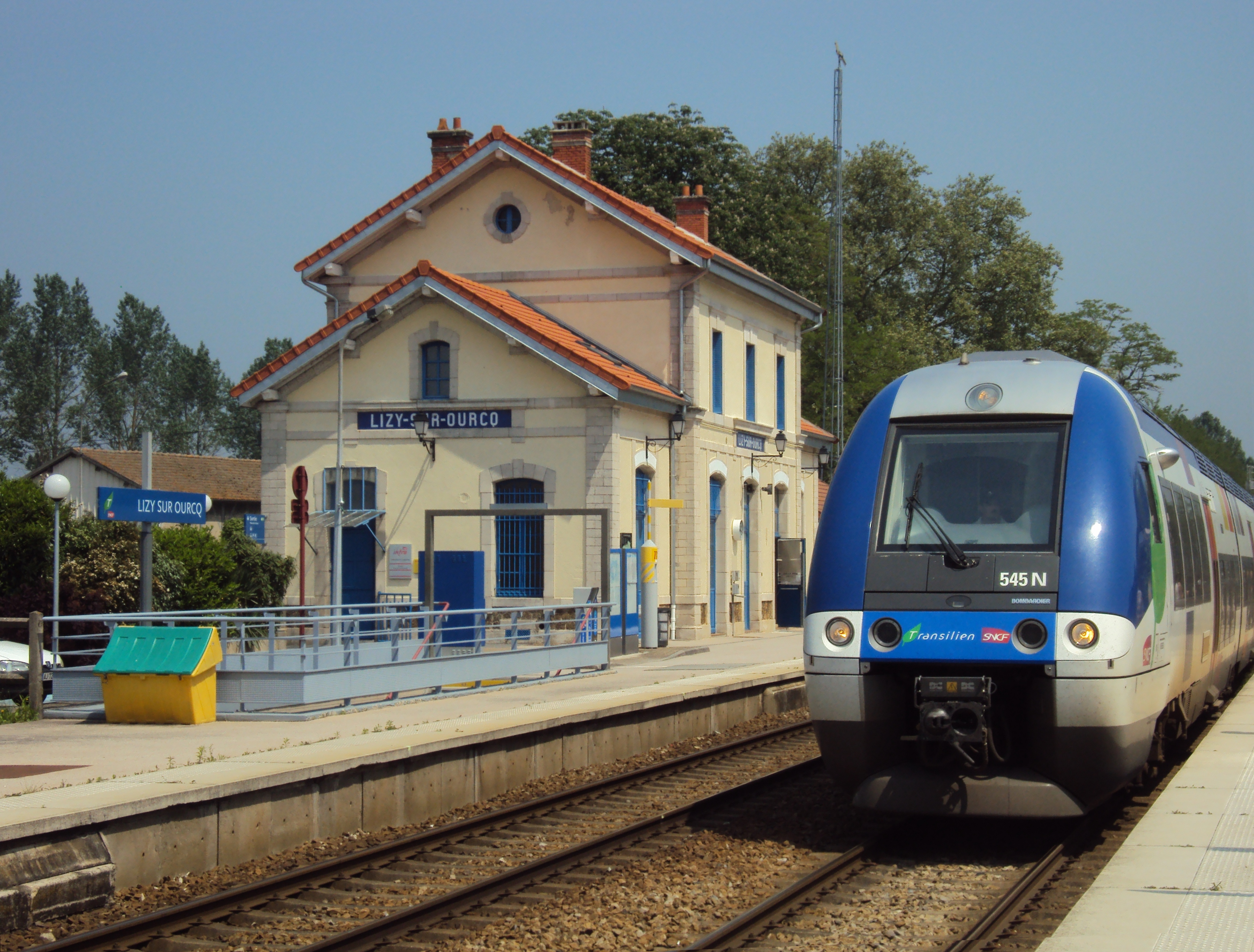
Une rame B 82500 en gare de Lizy-sur-Ourcq, en mai 2012.

- CITU = C en direction de Coulommiers, I direct de Paris à Tournan, T omnibus à partir de Tournan et U desservant la ligne 4 (Paris – Provins / Coulommiers) ;
- FOMO = F en direction de La Ferté-Milon, O omnibus, M omnibus à partir de Meaux, O desservant la ligne 1 (Paris – Meaux – Château-Thierry / La Ferté-Milon) ;
- XIBU = X en direction de Provins, I direct de Paris à Verneuil-l'Étang, B omnibus à partir de Verneuil-l'Étang, U desservant la ligne 4 (Paris – Provins / Coulommiers).

### Plan de transport de la ligne

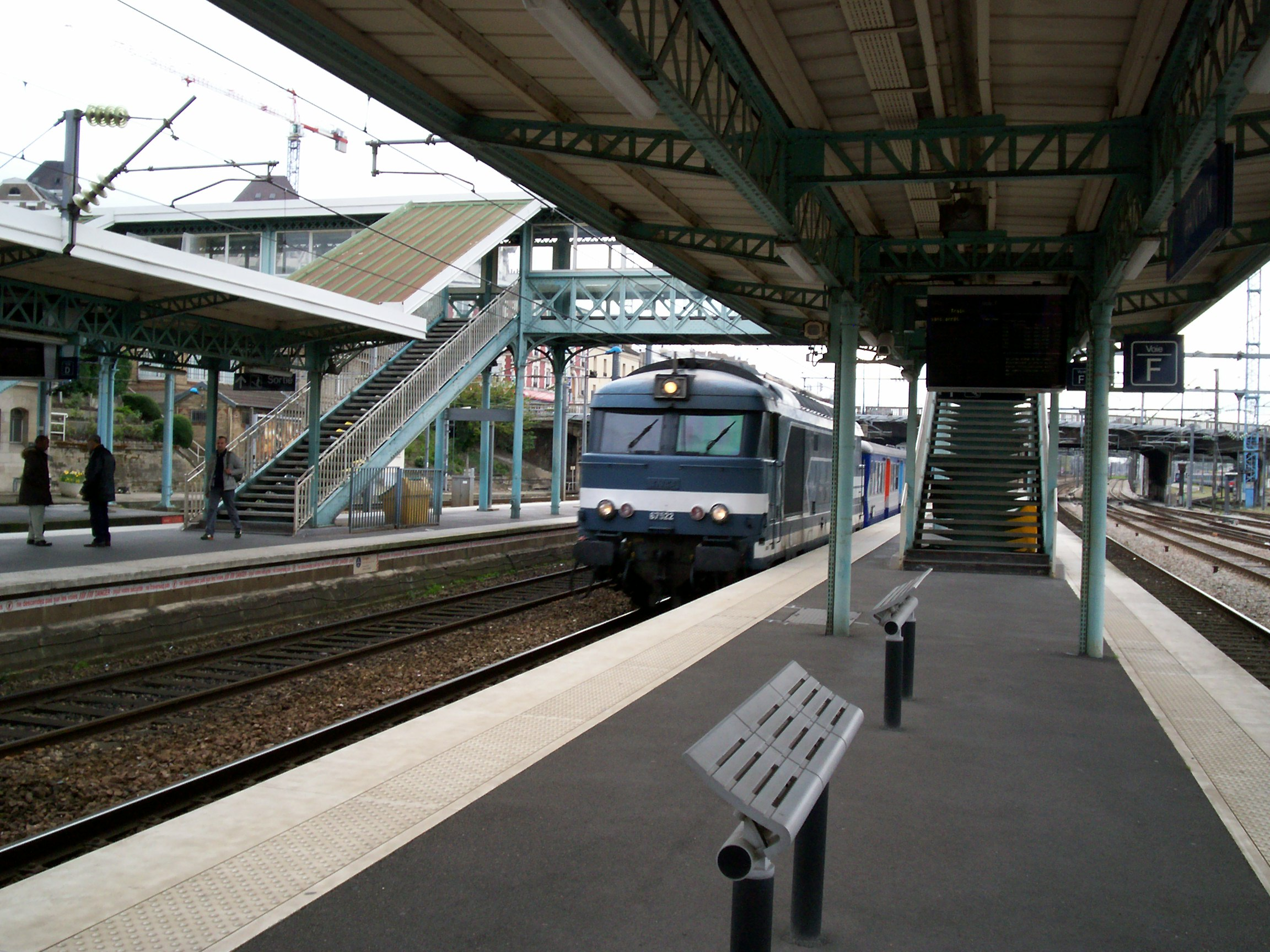
Une locomotive BB 67400 tractant une rame réversible RIB passant en gare de Pantin sans s'arrêter, en avril 2008.

En 2012, le plan de transport de la ligne P se caractérise notamment en semaine par la circulation de 261 trains quotidiens.

#### Heures de pointe
Aux heures de pointe, l'exploitation de la ligne comprend :
- sur la relation Paris-Est – Meaux, un aller (le soir) ou un retour (le matin) tous les quarts d'heure, omnibus à partir de Chelles (code PICI vers Paris, code MICI vers la province) ;
- sur la relation Paris-Est – Château-Thierry, un aller (le soir) ou un retour (le matin) toutes les demi-heures, omnibus à partir de Meaux (code PIMO vers Paris, code ZIMO vers la province) ;
- sur la relation Paris-Est – Meaux – La Ferté-Milon, un aller (le soir) ou un retour (le matin), omnibus à partir de Meaux (code PUMO vers Paris, code FYMO vers la province), complétés par un aller-retour entre Meaux et La Ferté-Milon, toutes les heures, omnibus sur la totalité du parcours (code MOFO vers Meaux, code FOMO vers la province) ;
- sur la relation Paris-Est – Provins, un aller (le soir) ou un retour (le matin) toutes les demi-heures, omnibus à partir de Verneuil-l'Étang (code PIBU vers Paris, code XIBU vers la province) ;
- sur la relation Paris-Est – Coulommiers, un aller (le soir) ou un retour (le matin) toutes les demi-heures, omnibus à partir de Tournan (code PITU vers Paris, code CITU vers la province).

#### Heures creuses
Aux heures creuses, l'exploitation de la ligne comprend :
- sur la relation Paris-Est – Meaux, un aller-retour toutes les demi-heures, omnibus à partir de Chelles (code PICI vers Paris, code MICI vers la province) ;
- sur la relation Paris-Est – Château-Thierry, un aller-retour toutes les heures, omnibus à partir de Meaux (code PIMO vers Paris, code ZIMO vers la province) ;
- sur la relation Meaux – La Ferté-Milon, un aller-retour toutes les heures, omnibus sur la totalité du parcours (code MOFO vers Meaux, code FOMO vers la province) ;
- sur la relation Paris-Est – Provins, un aller-retour toutes les heures, omnibus à partir de Verneuil-l'Étang (code PIBU vers Paris, code XIBU vers la province) ;
- sur la relation Paris-Est – Coulommiers, un aller-retour toutes les heures, omnibus à partir de Tournan (code PITU vers Paris, code CITU vers la province).

### Information en temps réel

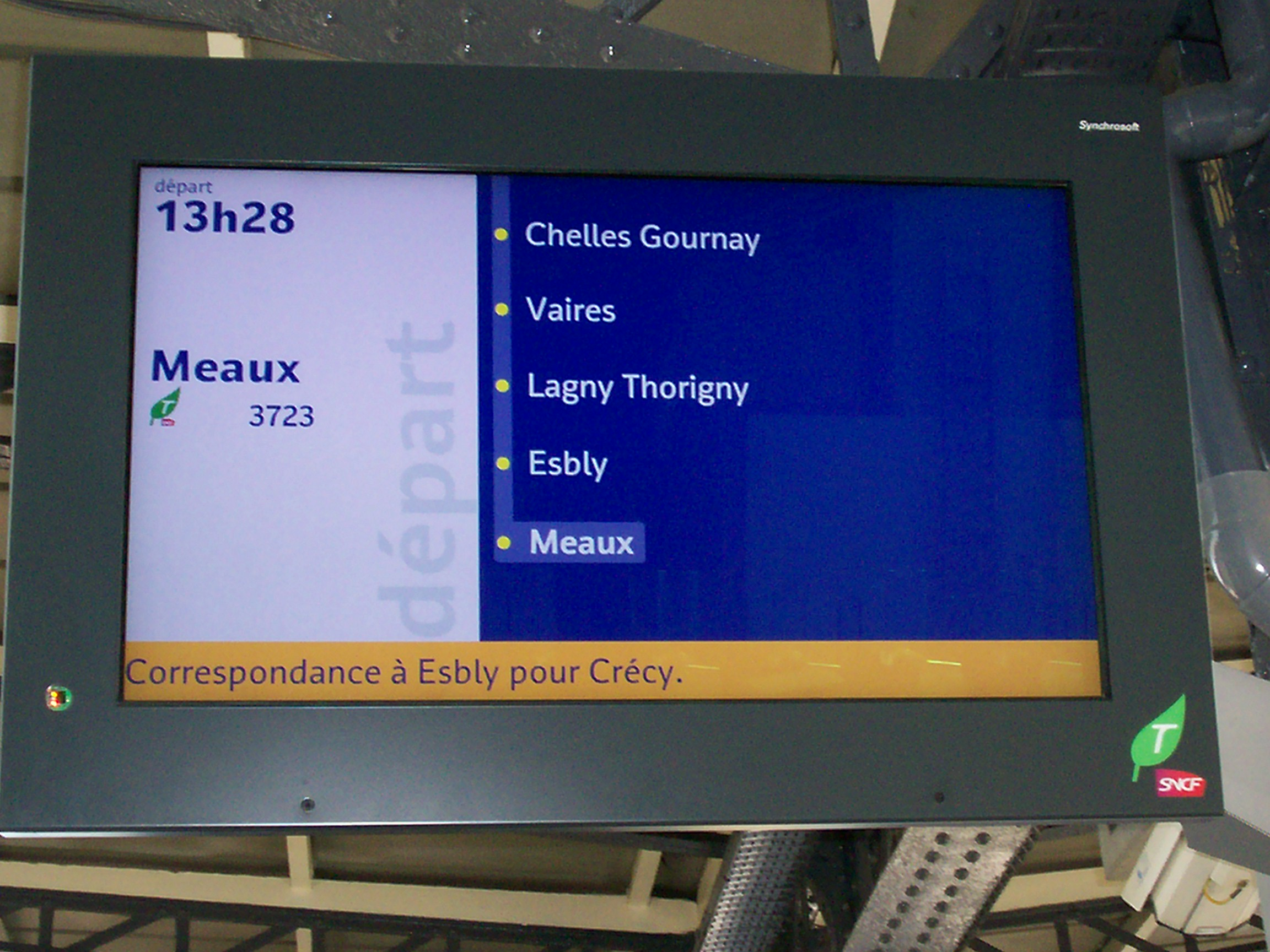
Un écran CATI de type LCD en gare de Paris-Est, en avril 2008.

Toutes les gares de la ligne, à l'exception de Paris Est (équipée d'écrans CATI), sont équipées du système d'information IENA : des écrans situés sur les quais et dans les gares informent en temps réel les voyageurs de l'heure de passage des trains, des gares desservies ainsi que des perturbations qui peuvent intervenir sur la ligne.

### Matériel roulant
La desserte de la ligne P est assurée, en mars 2025, par les rames suivantes.
- B 82500

Il s'agit du matériel roulant qui assure la desserte La Ferté-Milon. Elles sont à la fois « bimode » (électrique et diesel) et « bicourant » (1,5 kV continu et 25 kV 50 Hz), d'où leur dénomination de rames Bibi, afin de pouvoir circuler sur la section non électrifiée de la ligne située au-delà de Trilport en direction de La Ferté-Milon.
- Z 20500

Il s'agit du matériel roulant utilisé afin d'assurer la relation Paris – Château-Thierry, tous les jours de l'année. Aux heures de pointe, il assure également un aller-retour le matin et le soir sur la relation Paris – Meaux. Il remplace depuis déjà quelques années, les voitures de banlieue à deux niveaux (VB 2N) que l'on retrouve sur la ligne J et jusqu'en 2022 sur la ligne N du Transilien.
Le 9 octobre 2018, Île-de-France Mobilités annonce une nouvelle rénovation de 133 rames Z 20500 circulant sur la ligne D du RER et sur la ligne P qui doit être effectuée entre le 1er mars 2019 et le 31 décembre 2021 ; le coût de la mesure est de 137 millions d'euros. Ces travaux ont pour buts d'améliorer le confort thermique en apposant des films athermiques sur les vitres et en augmentant le nombre de fenêtres ouvrantes, d'apporter des améliorations aux aménagements intérieurs (reprise des garnissages dégradés, nouveau pelliculage des plafonds, remplacement de l'ensemble des tissus de sièges, équipement des plateformes avec des prises USB, etc.) et d'améliorer l'information voyageurs avec des afficheurs frontaux extérieurs et en installant des haut-parleurs plus modernes.
- Z 50000

Il s'agit du matériel roulant utilisé afin d'assurer les relations Paris – Meaux, Paris – Coulommiers et Paris – Provins, tous les jours de l'année. Il remplace progressivement les rames réversibles RIB 70 attelées à des locomotives BB 17000 ou BB 67400 ainsi que quelques rames Z 20500.

### Ateliers
Le matériel roulant de la ligne P est entretenu au sein des ateliers du Technicentre de Paris-Est, situé à Noisy-le-Sec en Seine-Saint-Denis, rénovés à l'occasion de la création de la ligne E du RER.
Il assure aujourd'hui la maintenance de l'ensemble des rames de la ligne P, ainsi que celle des rames de la ligne E du RER et de la ligne T4.
Le site de maintenance dispose d'un atelier de visite de 210 mètres de long sur 90 mètres de large équipé de dix voies spécialisés : une dans le levage simultané, une autre dans la dépose d'organes, deux dans le nettoyage, deux autres sur fosse dédiées au tram-train et quatre dernières également sur fosse pour les autres matériels roulants. L'atelier dispose également de nacelles élévatrices mobiles ainsi que de ponts roulants. Il dispose également d'un faisceau extérieur sur lequel sont assurées les opérations de courte durée (dépannage) et de nettoyage. Il est composé de dix-neuf voies, chacune longue de 245 mètres : cinq voies sont sur fosse avec un accès aux toitures des trains et quatorze voies sur terre-plein dont quatre équipées de quais.

### Personnel d'exploitation
La ligne P du Transilien fonctionne grâce au travail de 1 500 agents SNCF Transilien.

#### Agents de conduite

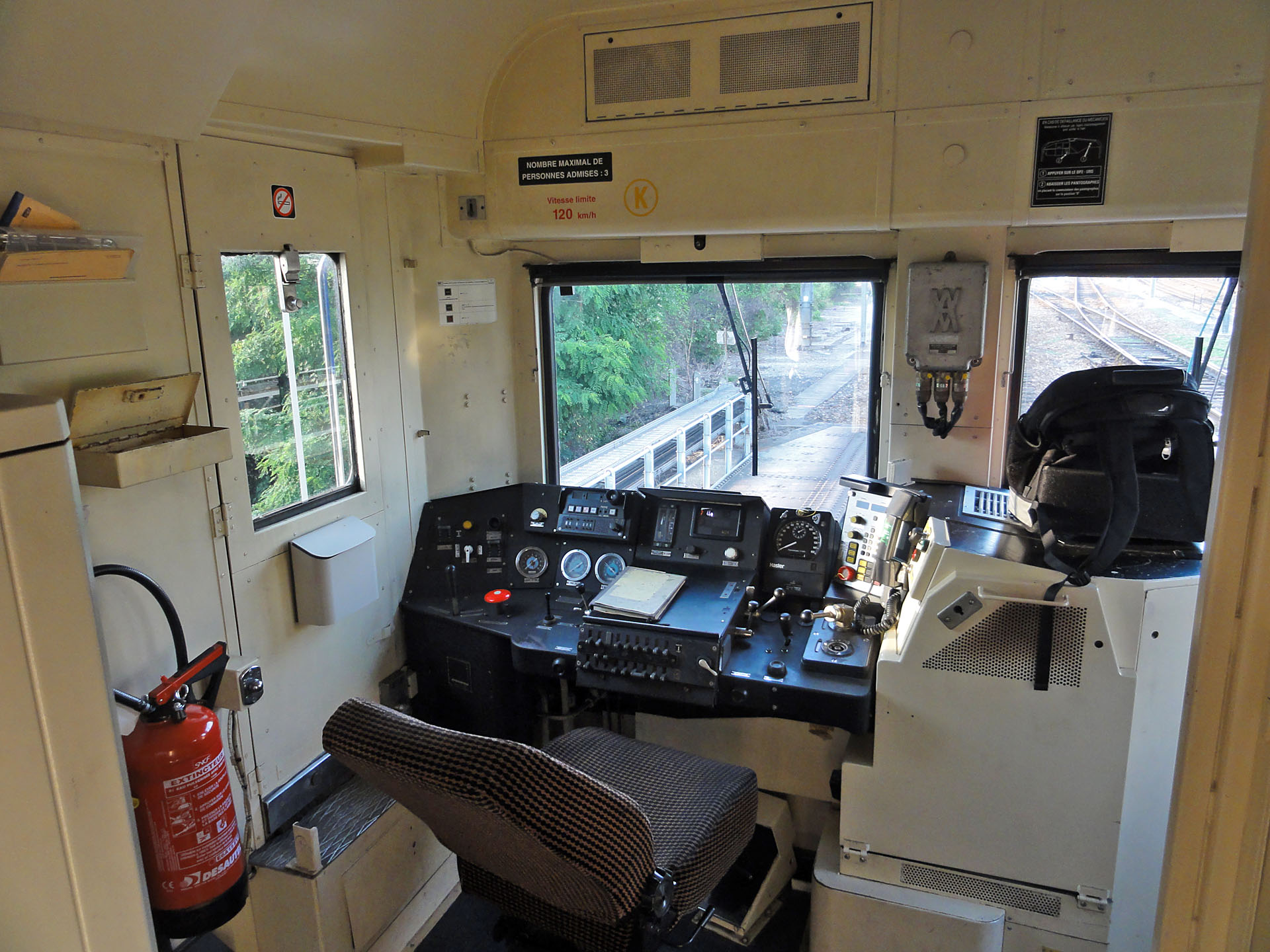
La cabine de conduite d'une rame inox de banlieue (RIB), en juin 2011.

Les agents de conduite ne sont pas uniquement affectés à la ligne P. En effet, les conducteurs de la ligne dépendant de la région de Paris-Est, ils peuvent également assurer les trains du RER E, par exemple.

#### Gestion de la ligne
La gestion opérationnelle de la ligne P est assurée par les agents du Centre opérationnel Transilien (COT) des lignes E et P, pour l'ensemble des relations.
Le Centre opérationnel Transilien (COT) des lignes E et P a pour objectif d'assurer l'exécution du plan de transport des lignes E du RER et P du Transilien, en prenant si nécessaire les mesures visant à optimiser la gestion des moyens tant en matériel (trains) qu'en personnel (agents de conduite, etc.), que ce soit en situation normale comme en situation perturbée. Le plan de transport traduit les souhaits exprimés par le STIF, l'autorité organisatrice des transports en Île-de-France en termes d'horaires, de dessertes des trains… et détermine entre autres la composition des trains (train court ou long). Il gère également les perturbations qu'elles soient d'origine interne à la SNCF (train en panne, train avarié…) ou d'origine externe (tirages abusifs de signaux d'alarme, vandalisme, agression, obstruction de la fermeture des portes, intempéries, accident de personne…), quitte à adapter le plan de transport afin de permettre un retour à la normale du trafic, le plus rapidement possible et dans les meilleures conditions, en supprimant le minimum de trains et en tentant de réduire les retards. De ce fait, il est également chargé de communiquer à la clientèle, les informations concernant l'état du trafic et, si nécessaire, ses conséquences sur le plan de transport (trains retardés, supprimés, mise en place de bus de remplacement), afin de pouvoir lui offrir la meilleure qualité de service possible.
La voiture de queue des trains Paris/Château-Thierry en direction de Paris (et de tête dans l'autre sens) est monopolisée par des fumeurs, forçant les autres voyageurs qui cherchent à éviter le « wagon fumeur » et s'entassent dans le reste du train, déjà bondé, ralentissant les échanges en gare. Malgré plusieurs opérations de contrôle depuis 2015, le phénomène n'était toujours pas jugulé en 2019.

#### Circulation des trains

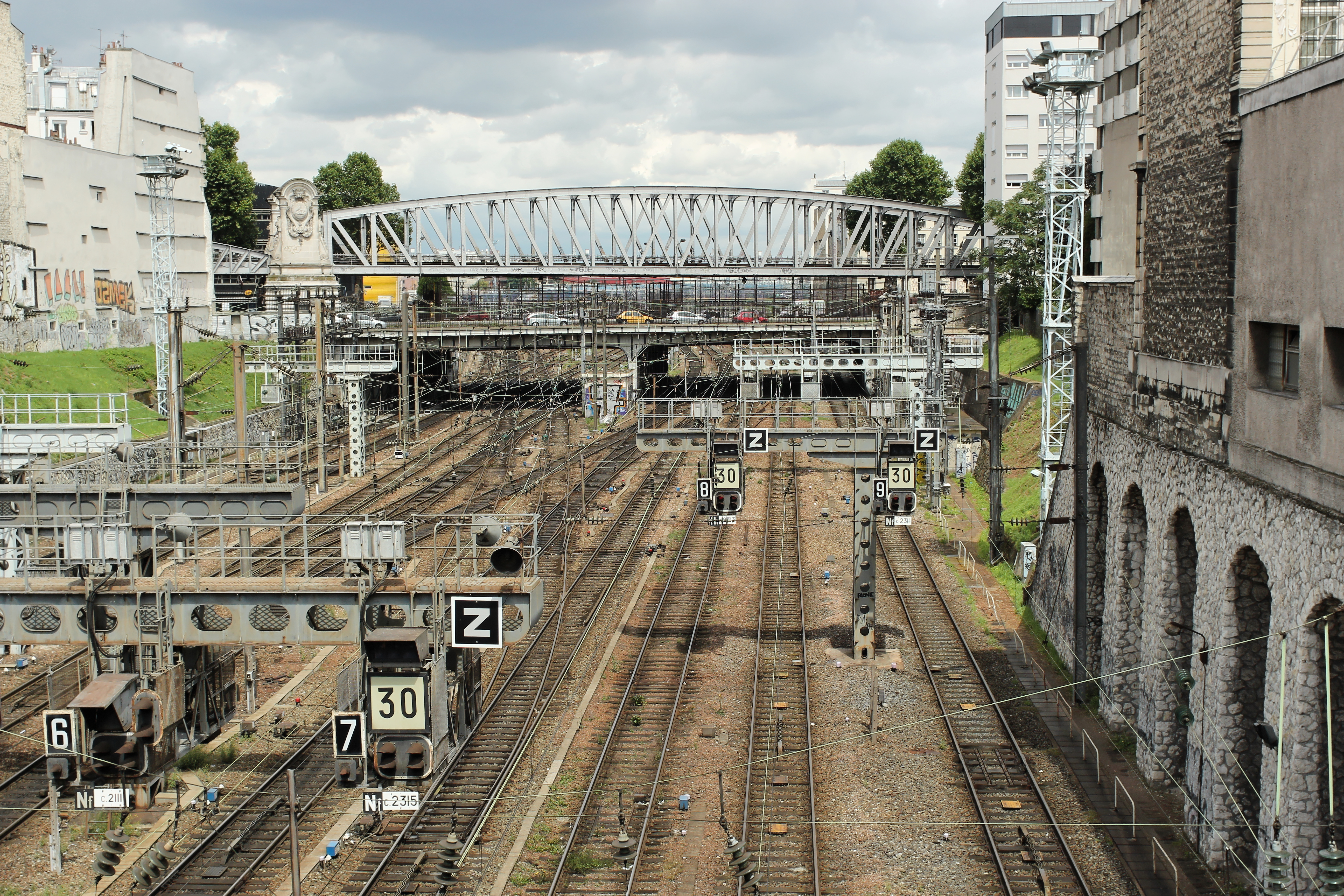
La signalisation ferroviaire, dans l'avant-gare de Paris-Est, en juillet 2012.

La circulation des trains proprement dite est gérée par les régulateurs du Centre opérationnel de gestion des circulations (COGC) de Paris-Est.
Les COGC contrôlent des secteurs de circulation et des postes d'aiguillage, de technologie très variée, du poste mécanique des années 1930 au poste d'aiguillage à relais à commande informatique (PRCI). Ils dépendent de SNCF Réseau, qui est chargé de l'exploitation de l'ensemble des circulations ferroviaires qu'elles soient SNCF (TER, Transilien, Fret…).
Le COT des lignes E et P est ainsi un des clients du COGC de Paris-Est, au même titre que le sont les Centres de gestion du TER Grand Est, de la LGV Est européenne…

### Trafic

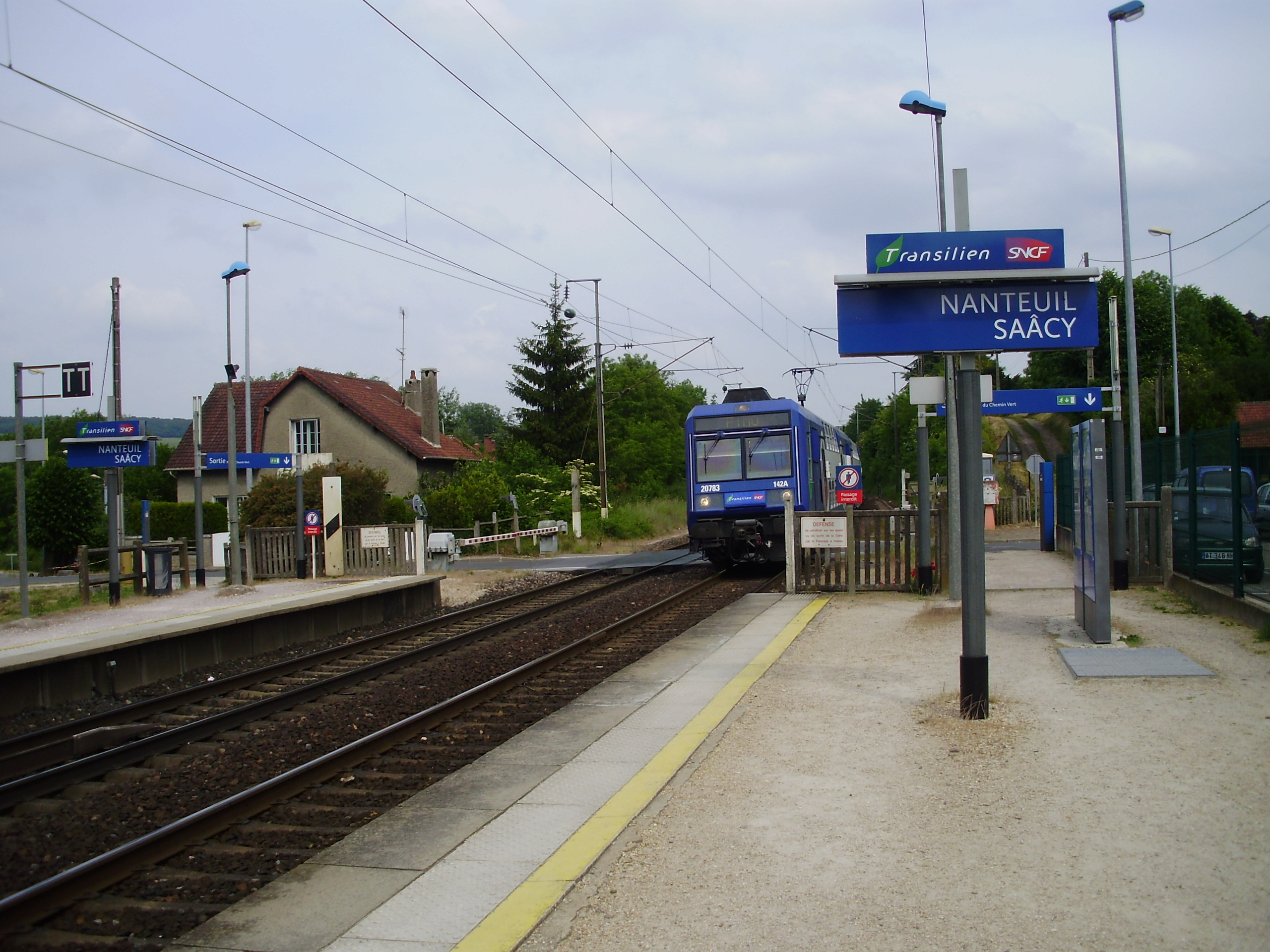
Une rame Z 20500 entrant en gare de Nanteuil - Saâcy, en mai 2011.

La ligne P du Transilien transportait en moyenne 105 000 voyageurs chaque jour de semaine en 2015 (+20 % par rapport à 2010 et +40 % par rapport à 2008) au rythme d'une croissance de +3,8 % par an. La majorité sont des actifs et des élèves ou étudiants voyageant sur la ligne tous les jours ou presque sur des trajets domicile - travail ou études.
Lors des comptages effectués par la SNCF sur le dernier trimestre 2015, les voyageurs se répartissent comme suit :
- Branches nord :
  - Paris – Meaux : 48 000 voyageurs ;
  - Paris – Château-Thierry : 28 000 voyageurs ;
  - Paris/Meaux – La Ferté-Milon : 5 000 voyageurs.
- Branches sud :
  - Paris – Provins : 13 000 voyageurs ;
  - Paris – Coulommiers : 9 500 voyageurs.

### Tarification et financement
La tarification de la ligne est identique à celle en vigueur sur les réseaux RER et Transilien. Un ticket « métro-train-RER », qui remplace les ticket t+ et le billet origine-destination au 1er janvier 2025, permet un trajet simple quelle que soit la distance, avec une ou plusieurs correspondances possibles avec les autres lignes de métro, de Transilien ou de RER pendant une durée maximale de 2 h entre la première et dernière validation. En revanche, un ticket « métro-train-RER » ne permet pas d'emprunter les bus et les tramways, à l'exception des lignes « Tram Express » à titre temporaire.
Cependant, les tarifs fixés par Île-de-France Mobilités se limitent à l'Île-de-France et ne s'appliquent pas aux relations avec les gares situées dans les régions voisines, les voyageurs devant ainsi s'acquitter d'un titre de transport TER pour accéder aux gares « hors zones » situées dans les régions Centre-Val de Loire, Hauts-de-France et Normandie.
Le financement du fonctionnement de la ligne (entretien, matériel et charges de personnel) est assuré par l'exploitant, RATP ou SNCF selon les lignes. Cependant, les tarifs des billets et abonnements dont le montant est limité par décision politique ne couvrent pas les frais réels de transport. Le manque à gagner est compensé par l'autorité organisatrice, Île-de-France Mobilités, présidée depuis 2005 par le président du conseil régional d'Île-de-France et composé d'élus locaux. Elle définit les conditions générales d'exploitation ainsi que la durée et la fréquence des services. L'équilibre financier du fonctionnement est assuré par une dotation globale annuelle aux transporteurs de la région grâce au versement mobilité payé par les entreprises et aux contributions des collectivités locales.

### Complémentarité avec le RER E

#### Prolongement naturel

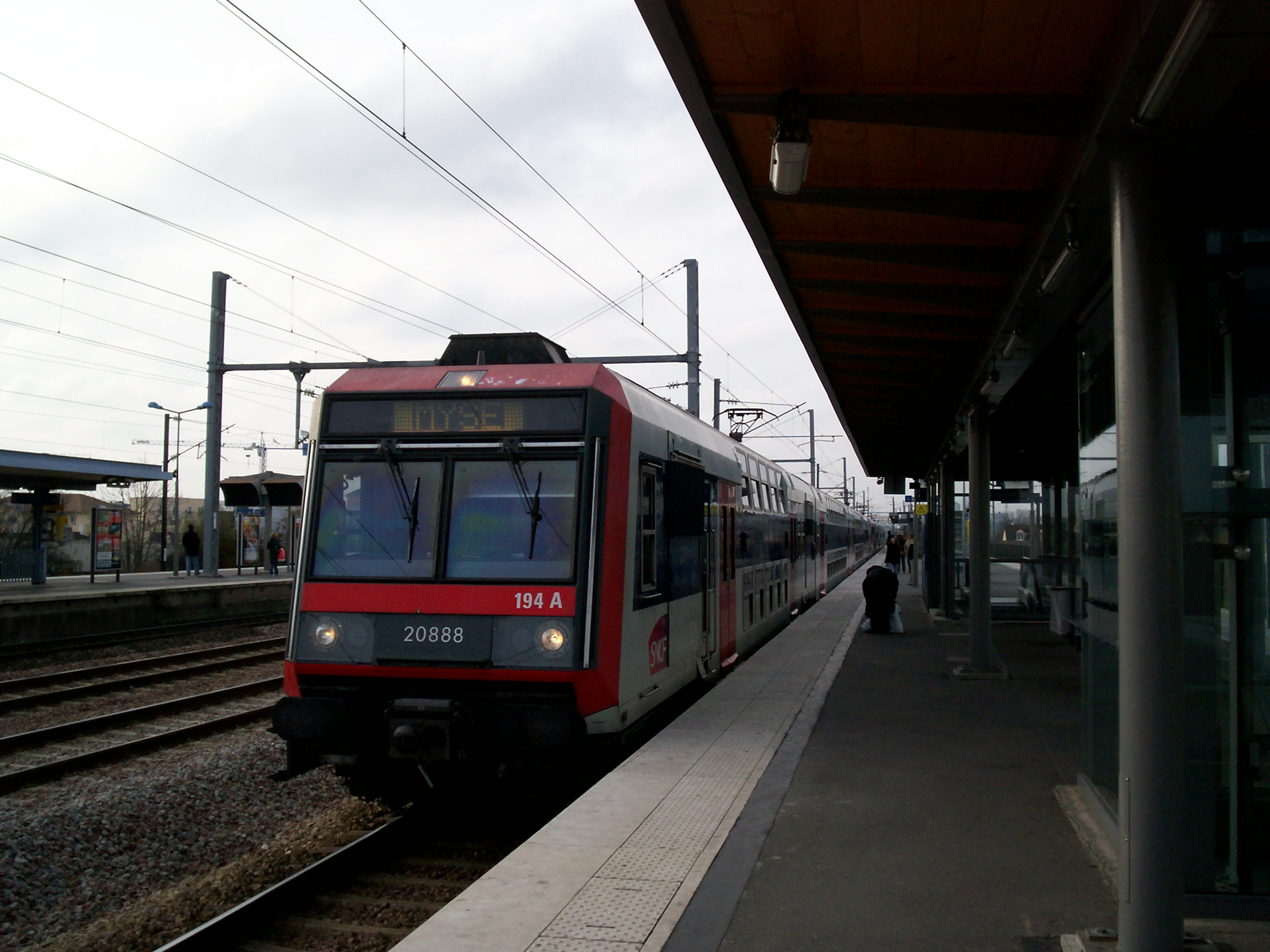
Une rame Z 20500 assurant une mission omnibus de Paris à Meaux, durant le week-end de grève des 17 et 18 novembre 2007.

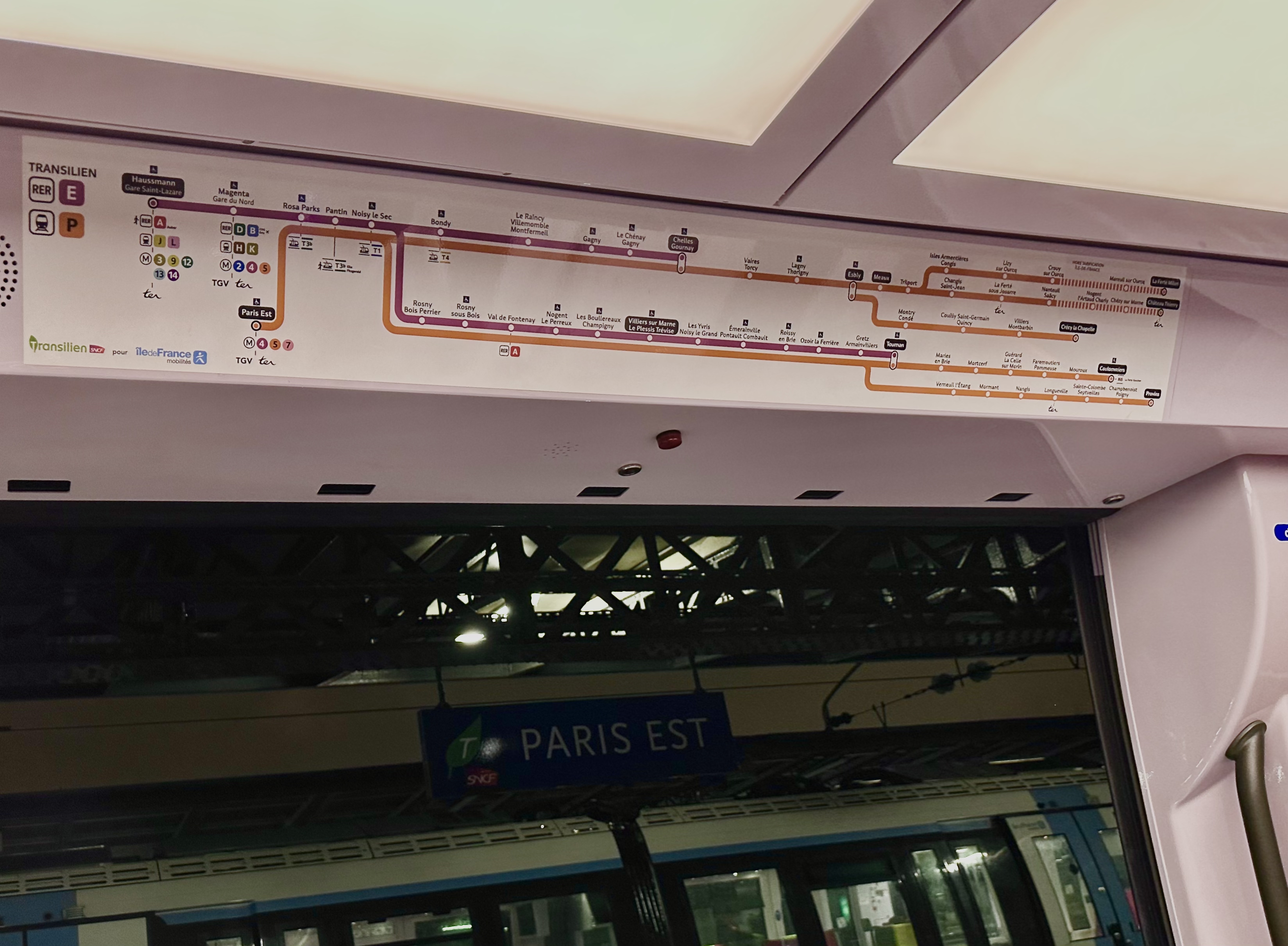
Le plan à bord des rames Z 50000 avec le RER E et la ligne P en commun.

La relation Paris – Meaux est en quelque sorte le prolongement de la ligne E du RER jusqu'à Meaux. En effet, terminant actuellement à Chelles - Gournay, il est prévu à long terme, que la ligne E la remplace, en étant prolongée jusqu'à Meaux.
Cependant, le tunnel Haussmann – Magenta étant proche de la saturation (du fait du temps de retournement des rames au terminus actuel), le prolongement de la ligne E jusqu'à Meaux ne pourra être réalisé qu'après le prolongement de cette dernière vers l'ouest, vers Mantes-la-Jolie en l'occurrence, en passant par La Défense.
Si le prolongement de la ligne E était réalisé avant cette échéance, ceci se traduirait, selon Maurice Testu, directeur des lignes Transilien du réseau Paris-Est, par le prolongement des missions omnibus, terminant aujourd'hui à Chelles, avec, comme conséquence, un allongement du temps de parcours.

#### Remplacement exceptionnel
Exceptionnellement, et en 52 minutes, des trains peuvent relier Paris-Est à Meaux en desservant, en plus des gares habituelles, celles desservies habituellement par le RER E, c'est-à-dire les gares de :
- Rosa-Parks ;
- Pantin ;
- Noisy-le-Sec ;
- Bondy ;
- Le Raincy - Villemomble - Montfermeil ;
- Gagny ;
- Le Chénay-Gagny.

Cette desserte reste exceptionnelle puisqu'elle est le résultat de la combinaison de celle du RER E et de la relation Paris-Est – Meaux. C'est pourquoi, il faut que surviennent par exemple des travaux importants, comme lors de la mise en service du nouveau poste d'aiguillages de Vaires, des mouvements sociaux ou encore des incidents d'exploitation affectant la ligne E du RER (branche Chelles) pour voir assurée une desserte de ce type mais également lors de la Fête de la musique.

## Projets

### Nouvelle gare de Villiers - Champigny - Bry
Dans le cadre de la création de la ligne 15 Sud du métro du Grand Paris Express, une nouvelle gare située entre les gares du RER E des Boullereaux-Champigny et de Villiers-sur-Marne - Le Plessis-Trévise, sur la commune de Villiers-sur-Marne, sera créée. Nommée Villiers - Champigny - Bry, elle sera desservie par les trains de la ligne P des branches de Provins et de Coulommiers.
Sa création est justifiée pour :
- offrir une correspondance avec la ligne 15 et le bus Altival, en plus des trains de la branche Villiers-sur-Marne/Tournan du RER E ;
- favoriser les déplacements de banlieue à banlieue sans passer par Paris[75] ;
- desservir le territoire de la ville nouvelle de Marne-la-Vallée et ses communes (Bry-sur-Marne, Villiers-sur-Marne et Champigny-sur-Marne)[76] ;
- participer au développement des projets urbains de la ville nouvelle, dont ceux de Marne-Europe[77], sur la commune de Villiers-sur-Marne, et Champigny Paris-Est[78], sur la commune de Champigny-sur-Marne. Les deux projets urbains précités seront desservis par la nouvelle gare.

La mise en service est envisagée à l'horizon 2027.

### Correspondance avec le métro ligne 16 à Chelles
Dans le cadre de la création de la ligne 16 du métro du Grand Paris Express, reliant de Saint-Denis Pleyel à Noisy - Champs, il est prévu une station de la ligne 16, au niveau de la gare de Chelles - Gournay, dont la mise en service est prévue pour 2028. Elle sera créée pour être en correspondance avec les trains de la ligne P de la branche Meaux, en plus de ceux de la branche Chelles du RER E. Il peut être envisagé que les trains de la branche Château-Thierry, puissent effectuer un arrêt supplémentaire en gare de Chelles - Gournay, afin de favoriser la connexion entre la ligne 16 et la branche Château-Thierry de la ligne P, et de soulager les trains de la branche Meaux.

### Réouverture du tronçon Coulommiers – La Ferté-Gaucher
La réouverture du tronçon fermé entre les gares de Coulommiers et de La Ferté-Gaucher est inscrite en phase 3 (horizon 2021-2027) du Schéma directeur de la région Île-de-France (SDRIF), adopté par délibération du conseil régional d'Île-de-France le 25 septembre 2008.
Cependant, le schéma de secteur du réseau Est et du RER E, approuvé le 16 mai 2013 par l'ex-Syndicat des transports d'Île-de-France indique Les résultats d'une étude menée par Transilien SNCF sur la réouverture Coulommiers – La Ferté-Gaucher montre que les coûts d'exploitation, sans tenir compte des investissements nécessaires en termes d'infrastructure, paraissent disproportionnés par rapport au service rendu et à la population concernée, ce qui ne permet pas d'envisager la réouverture de la section de ligne à un horizon prévisible.
En 2021, des responsables politiques fertois effectuent des études de faisabilité de réouverture de la ligne. Cette étude est vue d'un bon œil par SNCF Réseau, la ligne fermée disposant d'un intérêt économique jugé notable. Les élus locaux et la communauté de communes des Deux Morin sont plus sceptiques, les premiers préférant la mise en place d'une coulée verte sur l'ancienne ligne. L'élue columérienne Laurence Picard manifeste quant à elle son opposition à la réouverture de la ligne, estimant que les lignes de bus suffisent. Le 7 décembre de la même année, la municipalité de La Ferté-Gaucher a convié les habitants à une réunion publique dans le cadre de son mandat. L'avenir de la ligne fut un des sujets de la réunion et Michel Jozon, rappelant l'inscription de la réouverture du SDRIF, a demandé à la Région le financement et la réalisation d'une étude technique, environnementale et financière sur la réouverture de la ligne SNCF,. Le maire de la ville a ajouté que la réouverture de la ligne peut offrir un service complémentaire à la ligne 17 du Seine-et-Marne Express.
En 2022, Île-de-France Mobilités manifeste son opposition à la mise en place de cette étude, la jugeant trop coûteuse. Inversement, des cadres anonymes de la SNCF manifestent leur soutien à cette étude, l'un d'entre eux estimant que les rails sont sur le long terme plus faciles à entretenir que les routes, que la réouverture de la ligne encouragera davantage les habitants à abandonner la voiture et, en conséquence, que le trafic serait supérieur à celui de la ligne 17 susmentionnée. Didier Le Reste, ancien cheminot et président de l'association Convergence nationale rail, voit l'opposition à la réouverture de la ligne comme ayant une nature politique.

### Électrification Trilport – La Ferté-Milon
Le 7 décembre 2011, dans le cadre de son conseil d'administration, le Syndicat des transports d'Île-de-France (STIF) lance les études préliminaires pour permettre l’électrification de la ligne P entre la gare de Trilport et celle de La Ferté-Milon, grâce à la signature de la convention de financement. Cela devrait permettre de remplacer les matériels Diesel, alors prévus pour être radiés en 2015, par des matériels électriques, a priori, des rames Francilien (Z 50000).
L'électrification répondrait au besoin de renouvellement du matériel actuel de traction Diesel. En effet, le schéma directeur du matériel roulant de juillet 2009 avait mis en évidence la pertinence de renouveler le matériel RIB/RIO tracté par des locomotives BB 67400 de l'axe Paris – La Ferté-Milon par des rames Francilien. Elle permettrait en particulier d'éviter le coût de développement d'un matériel thermique nouveau, spécifique, très supérieur à celui de l'électrification de la section Trilport – La Ferté-Milon.
Par ailleurs, la réorganisation des dessertes de cet axe, permise par l'électrification, est étudiée dans le cadre du schéma de secteur des lignes P et RER E à l'est et devrait permettre d'améliorer les conditions d'exploitation et de mise en accessibilité de la gare de Meaux en faveur des personnes à mobilité réduite, à la suite de l'homogénéisation des matériels roulants.

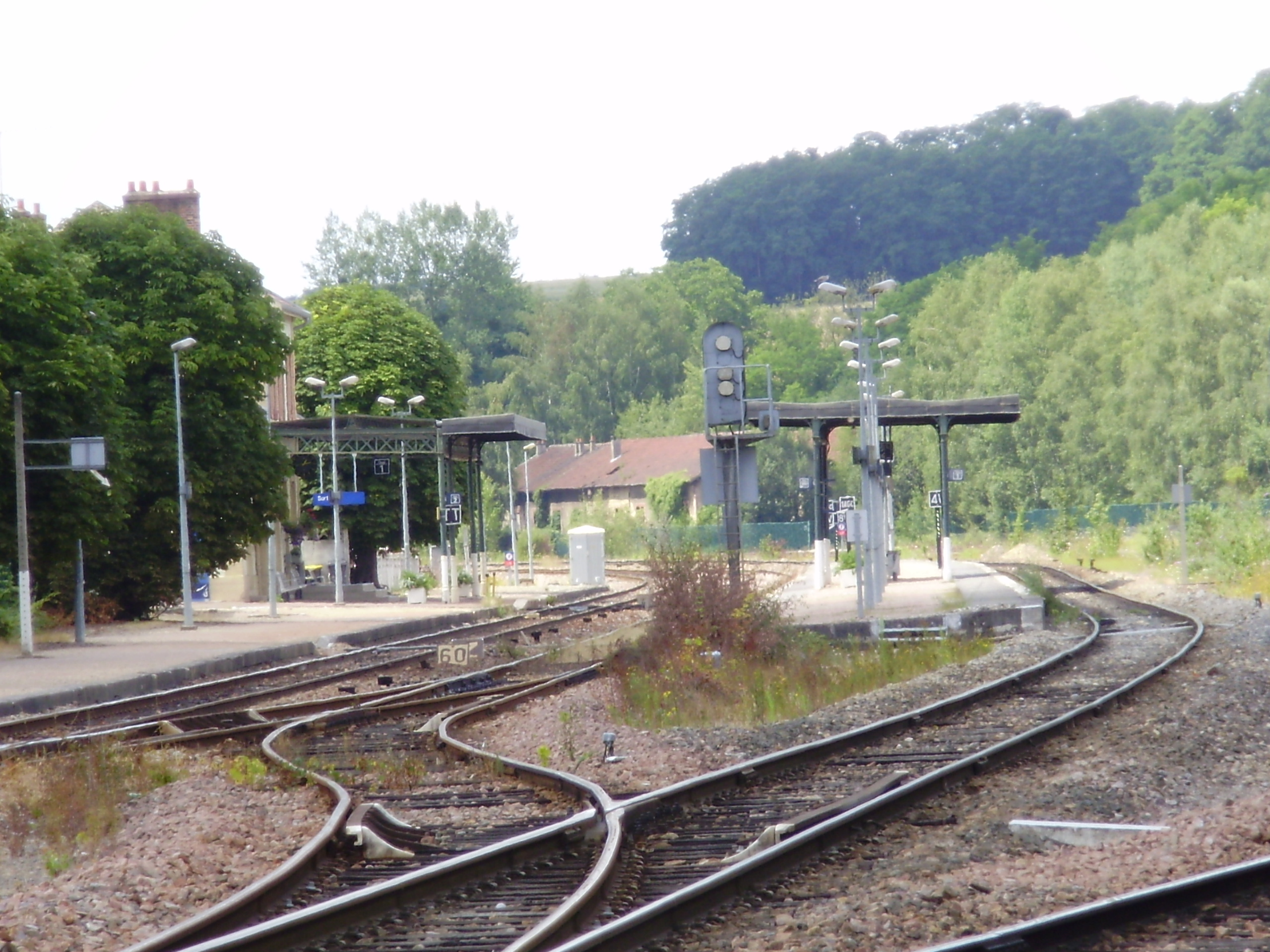
La gare de La Ferté-Milon, en août 2010.

Les études préliminaires permettent d'étudier deux variantes d'électrification : entre Trilport et Lizy-sur-Ourcq et entre Trilport et La Ferté-Milon. Les enjeux d’une réalisation en deux phases seront analysés. Toutefois en 2016, le lancement des travaux n'est toujours pas financé et l'électrification repoussée à l'horizon 2030, alors que le matériel tracté exploité aux heures de pointe a atteint sa limite d'usure. De plus, il est alors prévu d'attendre 2021 pour récupérer les autorails à grande capacité (AGC) de la ligne de Provins, dont l'électrification est enfin programmée.

### Futur matériel roulant du Transilien P (Château-Thierry): le RER NG / Z 2N-NG
Le conseil régional d'Île-de-France lance une étude fin 2019, sur un nouveau matériel destiné à remplacer les Z 20500, appelé Z 2N-NG dont l'arrivée pourrait intervenir à partir de 2028, ses caractéristiques techniques n'étant pas encore définies,.
En septembre 2024, un rapport pour la commission permanente du conseil régional a été présenté par Valérie Pécresse et indique un lancement d'études d'avant-projet. Il s'agit d'une convention de financement relative aux études d’adaptation des infrastructures pour le déploiement du RER NG / Z2N NG sur la ligne P. Le coût prévisionnel des dépenses est évalué à 6 030 000 € courants HT.

## Lieux desservis

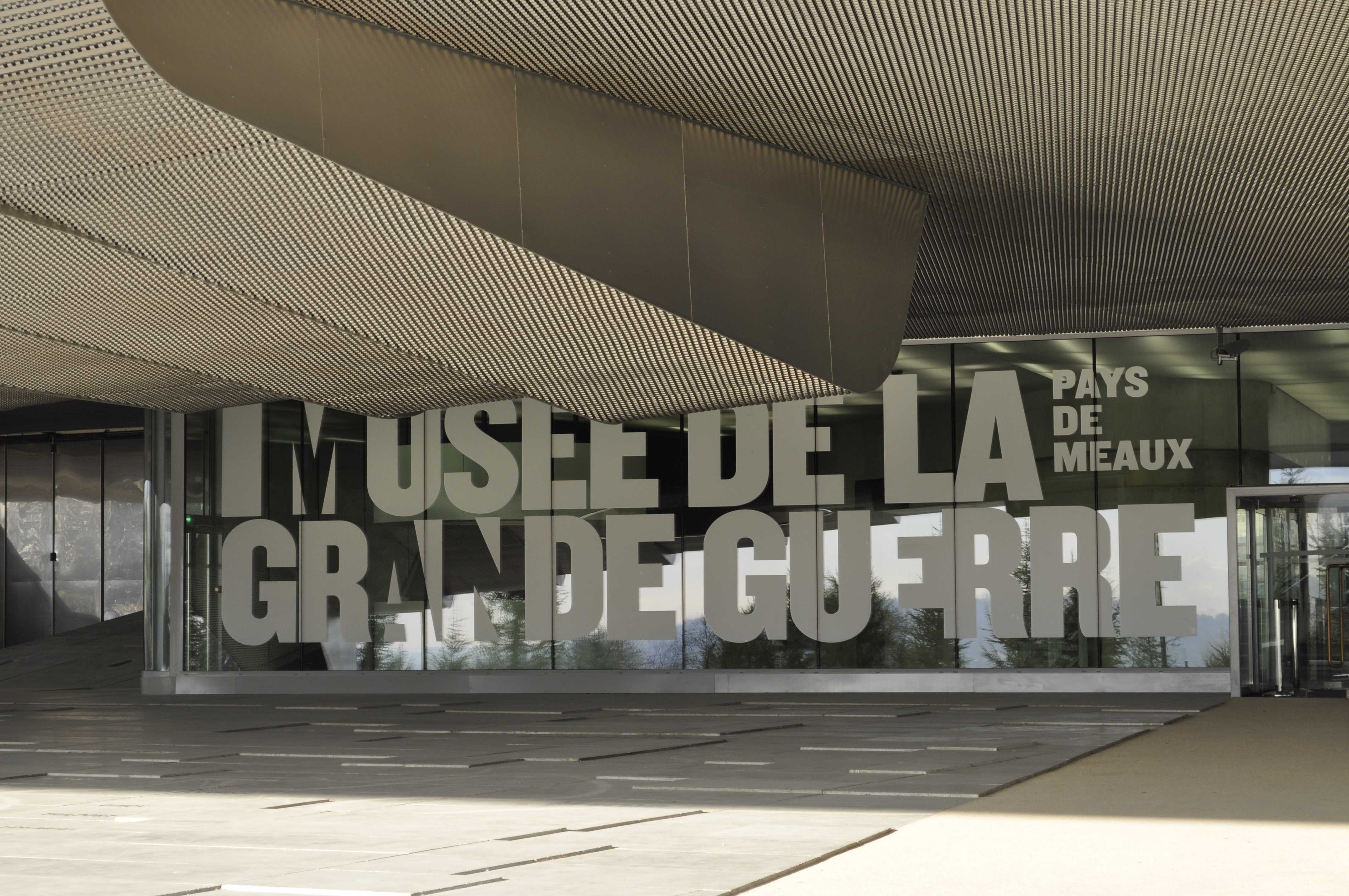
La ligne P dessert le musée de la Grande Guerre à Meaux.

La ligne P dessert, de l'ouest à l'est, les lieux suivants :
- le musée de la Grande Guerre (Meaux) ;
- les bords du canal de l'Ourcq (Lizy-sur-Ourcq) ;
- les bords de la Marne (Château-Thierry, Nogent-l'Artaud - Charly, Nanteuil - Saâcy, Trilport, Meaux et Lagny - Thorigny) ;
- la cité médiévale de Provins (Provins).